# Sombrun
Pour les articles homonymes, voir Sombrun (homonymie).
Pour l’article ayant un titre homophone, voir Sombrin.
Sombrun est une commune française située dans le nord du département des Hautes-Pyrénées, en région Occitanie. En 2022, elle compte 198 habitants.
Sur le plan historique et culturel, la commune est dans le pays de Rivière-Basse, qui s’allonge dans la moyenne vallée de l’Adour, à l’endroit où le fleuve marque un coude pour s’orienter vers l’Aquitaine. Exposée à un climat océanique altéré, elle est drainée par le Louet, l'Ayza et par divers autres petits cours d'eau.
Sombrun est une commune rurale qui compte 198 habitants en 2022, après avoir connu un pic de population de 552 habitants en 1856. Elle fait partie de l'aire d'attraction de Maubourguet. Ses habitants sont appelés les Sombrunois ou  Sombrunoises.
Le village appartient historiquement au pays de Rivière-Basse, situé aux confins de la Bigorre, du Béarn et de l'Armagnac.

## Géographie

### Localisation

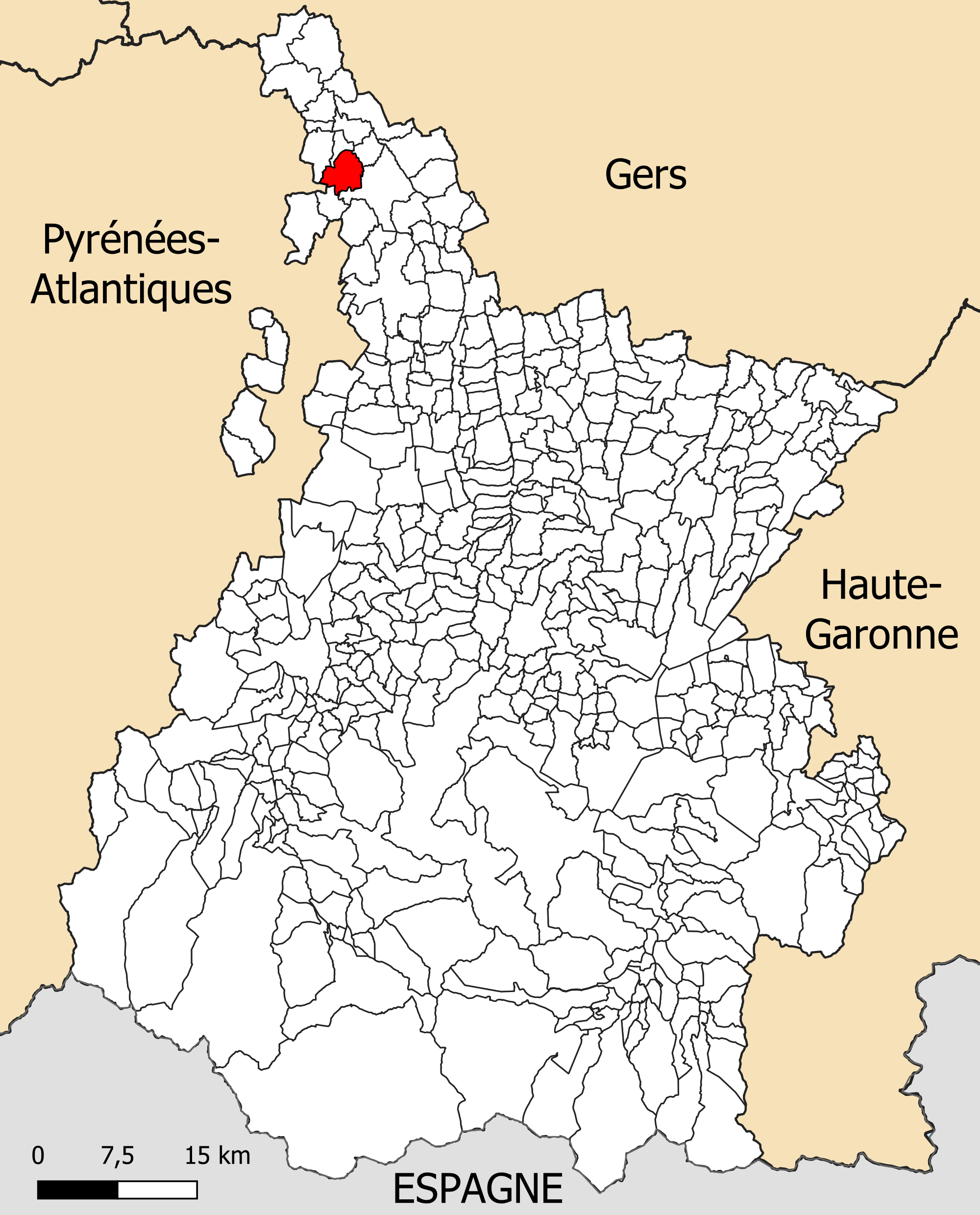
Localisation de Sombrun dans le département des Hautes-Pyrénées.

La commune de Sombrun est située au nord du département des Hautes-Pyrénées, en région Occitanie. Elle est limitrophe du département des Pyrénées-Atlantiques. Son territoire est traversé par le méridien de Greenwich.
Elle se situe à 30,73 km par la route, au nord-ouest de Tarbes, préfecture du département ; à 47,43 km au nord-est de Pau, préfecture du département des Pyrénées-Atlantiques ; à 66,11 km au sud-ouest d'Auch, préfecture du département du Gers ; et à 184,75 km au sud-ouest de Toulouse, préfecture de la région Occitanie.
La commune fait en outre partie du bassin de vie de Maubourguet.

### Communes limitrophes

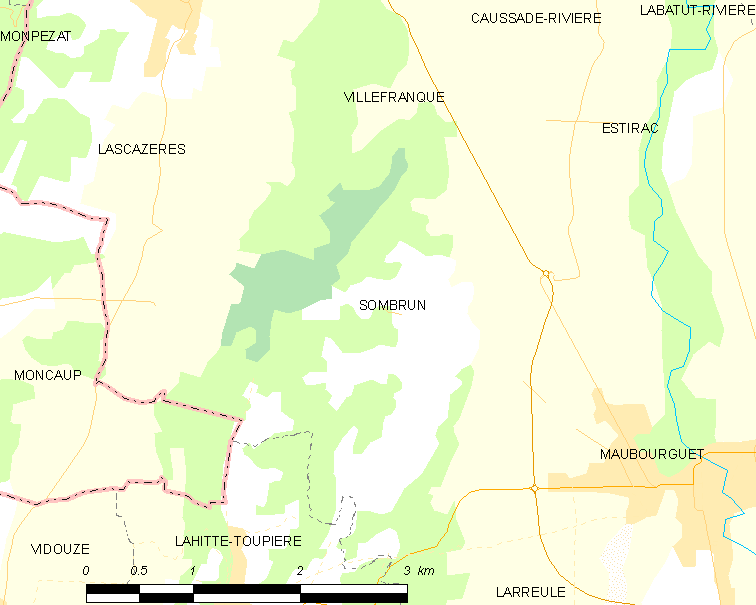
Carte des communes limitrophes de Sombrun.

Les communes les plus proches sont : 
Villefranque (2,5 km), Maubourguet (2,6 km), Estirac (2,8 km), Lahitte-Toupière (3,3 km), Larreule (3,8 km), Lascazères (4,1 km), Caussade-Rivière (4,1 km), Hagedet (5,3 km).
| Lascazères                     | Villefranque | Estirac     |
| Moncaup (Pyrénées-Atlantiques) | Sombrun      |             |
| Lahitte-Toupière               |              | Maubourguet |

### Géologie et relief

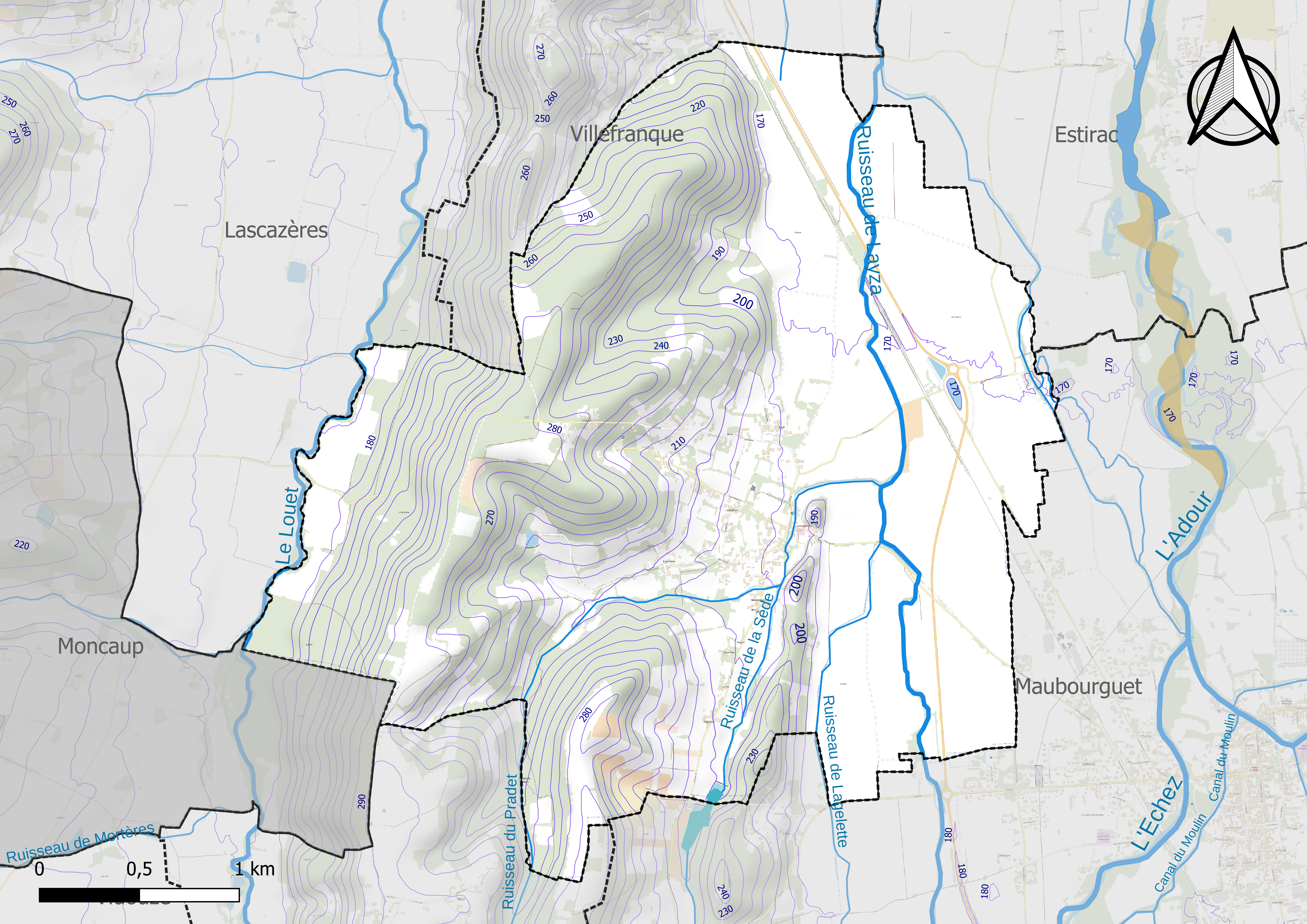
Carte du relief de Sombrun.

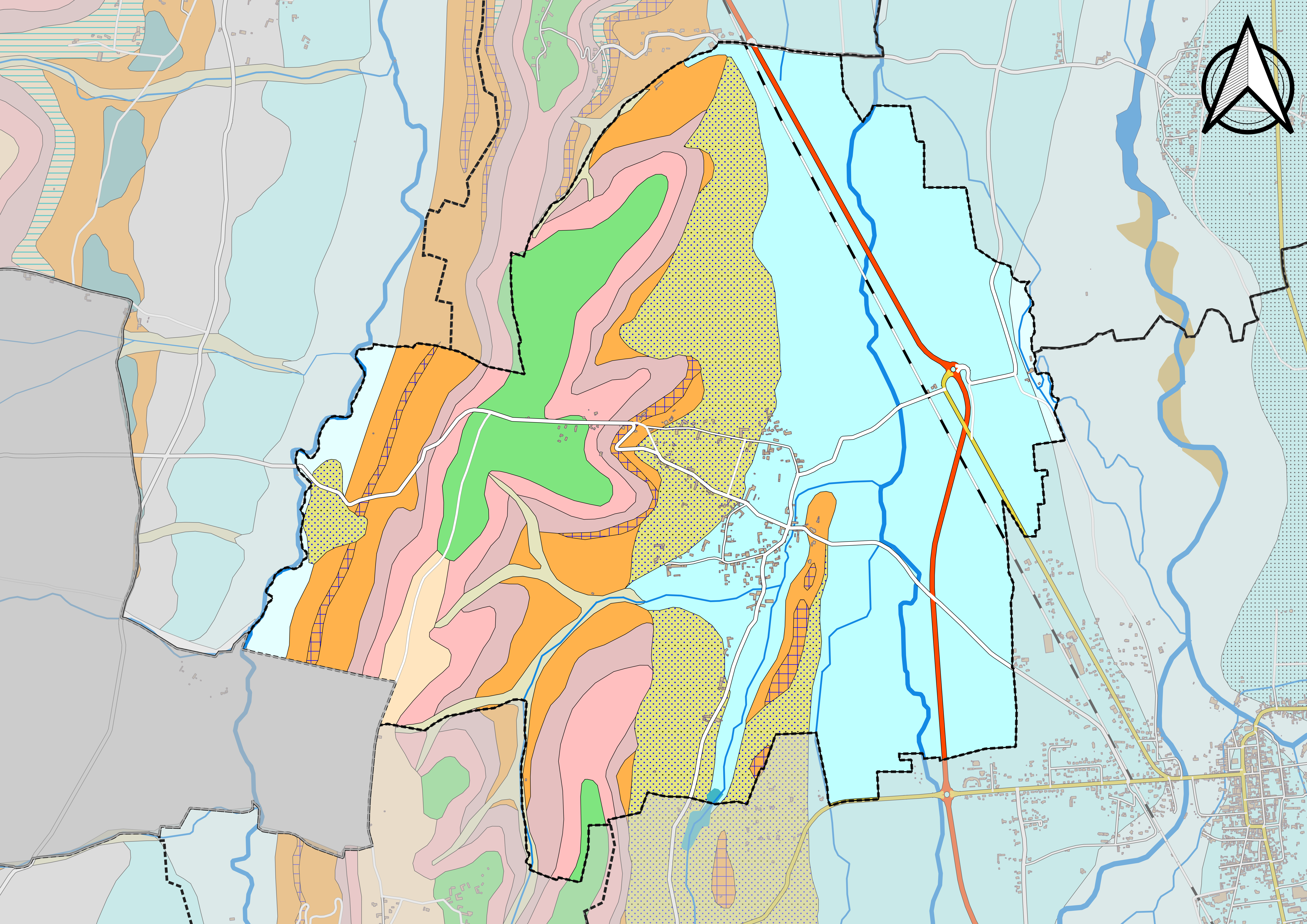
Carte géologique vectorisée et harmonisée de Sombrun.

Le territoire de la commune de Sombrun se situe au sud du Bassin aquitain, vaste région géologique sédimentaire du Sud-Ouest de la France, à proximité de la chaîne des Pyrénées dont les contreforts (le piémont pyrénéen) sont à environ 50 km au sud du village, et sur le versant ouest de la vallée de l'Adour avant son inflexion vers l'Atlantique.
Dans sa partie orientale, la commune s'étend le long de la vallée formée par l'Adour et par son affluent l'Échez. Une longue colline, orientée sud-nord et issue du piémont pyrénéen, constitue la partie occidentale de la commune. Sombrun s'étage ainsi, d'ouest en est, d'une altitude maximale de 291 m (point culminant situé au sud-ouest de son territoire) à une altitude minimale de 167 m au niveau du hameau du Moulin au nord-est de la commune.
De la colline principale, se détache un long éperon rocheux traversant le territoire communal depuis le sud, à une altitude de 240 m, jusqu'en son centre, à une altitude de 196 m. C'est à l'extrémité septentrionale de cet éperon, appelé « colline du Maillo », dominant les vallées de l’Adour et de la Sède, qu'un oppidum protohistorique puis une motte castrale furent établis.
L'ensemble des terrains affleurants de la commune sont issus de l'ère Cénozoïque. Les sols des vallées datent de la période du Quaternaire, ceux des coteaux sont de la période du Néogène et les hauteurs des collines datent, quant à elles, de la période du Paléogène,,.
|  | C :  | Colluvions, dépôts de pente indifférenciés.      |
|  | FC : | Alluvions et colluvions de fond de vallée.       |
|  | Fz : | Alluvions fluviatiles actuelles et subactuelles. |
|  | Fy : | Alluvions du stade du retrait glaciaire.         |
|  | Fv : | Alluvions anciennes du Günz et du Donau.         |

|  | ps : | Nappe alluviale supérieure, graviers et galets.                                     |
|  | pm : | Nappe alluviale moyenne, graviers et galets à matrice sablo-argileuse jaunâtre.     |
|  | pi : | Nappe alluviale inférieure, graviers et galets à matrice argilo-sableuse rougeâtre. |

|   | e-mM :  | Molasses, argiles carbonatées silteuses, gris-bleu à jaunâtres, à passées gréseuses (Eocène - Miocène). |
| X | e-mM1 : | Niveau de calcaire à tendance lacustre dans la molasse (Eocène - Miocène).                              |

### Hydrographie

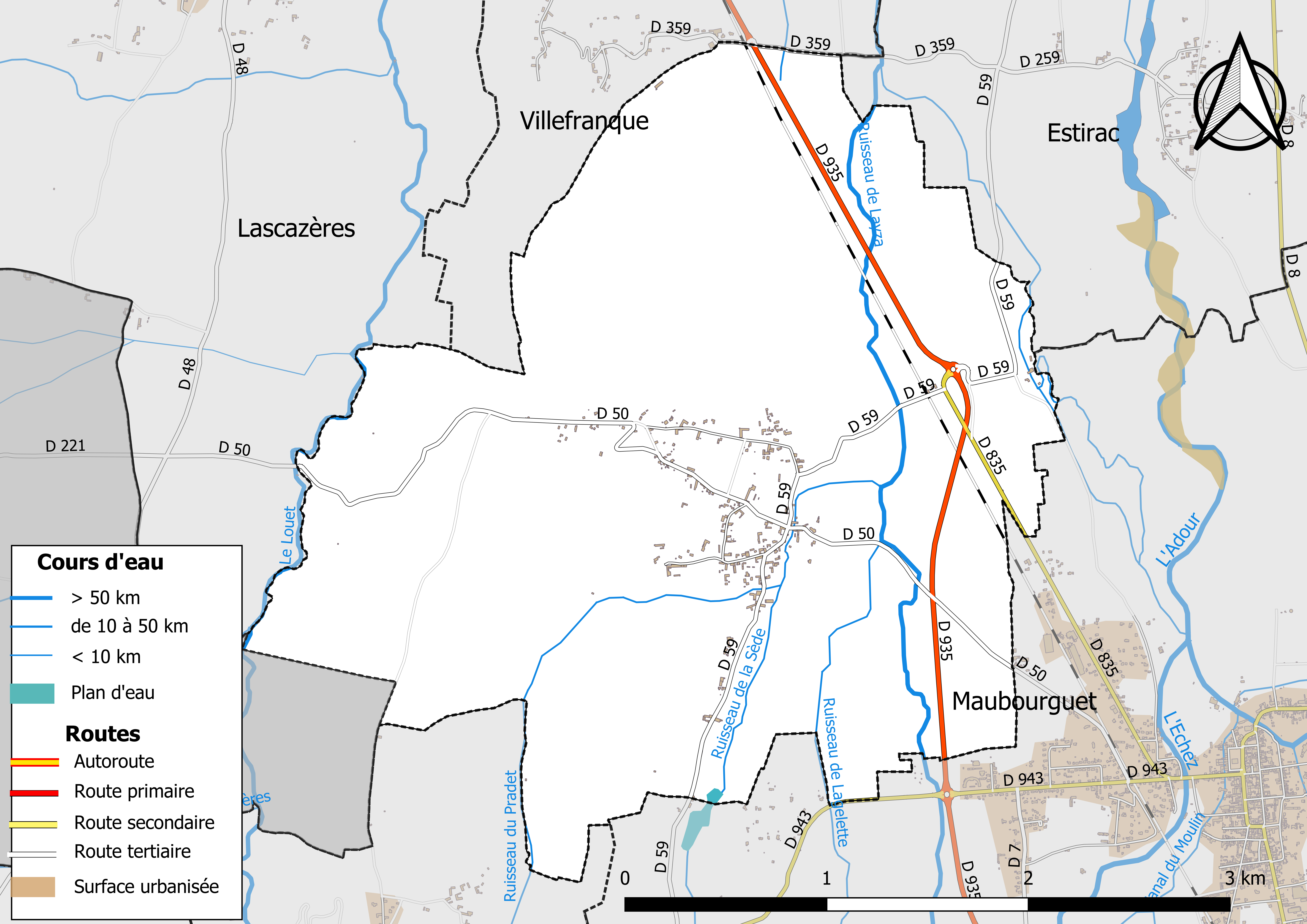
Carte des réseaux hydrographique et routier de Sombrun.

Le territoire de la commune se situe sur le versant ouest de la vallée de l'Adour. Le système hydrographique de la commune se compose de cinq cours d'eau référencés :
- la rivière le Louet[10], affluent en rive gauche de l'Adour, longue de 44,26 km, qui prend sa source dans la commune de Gardères, longe la partie ouest de la commune et coule du sud vers le nord pour se diriger vers Castelnau-Rivière-Basse où elle se jette dans l'Adour ;
  - le ruisseau l'Ayza[11], affluent en rive droite du Louet, long de 27,51 km, qui prend sa source dans la commune de Montaner, coule du sud vers le nord pour se diriger vers Hères où il se jette dans le Louet ;
    - le ruisseau du Pradet[12], affluent en rive gauche de l'Ayza, long de 4,23 km, qui prend sa source dans la commune de Lahitte-toupière, coule du sud vers le nord-est pour se jeter dans l'Ayza à Sombrun ;
      - le ruisseau de la Sède[13], affluent en rive droite du Pradet, long de 2,8 km, qui prend sa source dans la commune de Lahitte-toupière, coule du sud vers le nord pour se jeter dans le Pradet à Sombrun ;

    - le ruisseau de Lagelette[14], affluent en rive gauche de l'Ayza, long de 2,57 km, qui prend sa source dans la commune de Larreule, coule du sud vers le nord-est pour se jeter dans l'Ayza à Sombrun.

Le canal du moulin de Sombrun est capté au confluent de l’Échez et de l'Adour à Maubourguet. Il alimente le moulin de Sombrun et se jette dans le ruisseau l'Ayza à Estirac. Au XVIIIe siècle, il est l’objet d’un accord entre les seigneurs de Sombrun et Lascazères pour assurer le fonctionnement continu de leurs moulins respectifs. Dès le XIXe siècle, sa fonction d’irrigation devient prépondérante. À partir de 1862, il est géré par un syndicat d’irrigation défendant les intérêts de propriétaires regroupant plus de 600 hectares de terres, répartis sur une dizaine de communes entre Maubourguet et Castelnau-Rivière-Basse.
La construction de la ligne de chemin de fer en 1849 isole une partie des prairies de la commune des eaux de l’Adour, un autre canal est alors creusé et exploité par un syndicat intitulé Société du canal de Sombrun à partir de 1864. Ce canal dérivait une partie des eaux de l’Échez à l'ouest de Maubourguet pour réalimenter le ruisseau l'Ayza à Sombrun à hauteur de la D 50. Uniquement destiné à l’irrigation, il n’est plus exploité depuis le milieu du XXe siècle, une partie de son tracé sert aujourd’hui à l’écoulement des eaux pluviales.

Sélection de vues des cours d'eau de Sombrun.
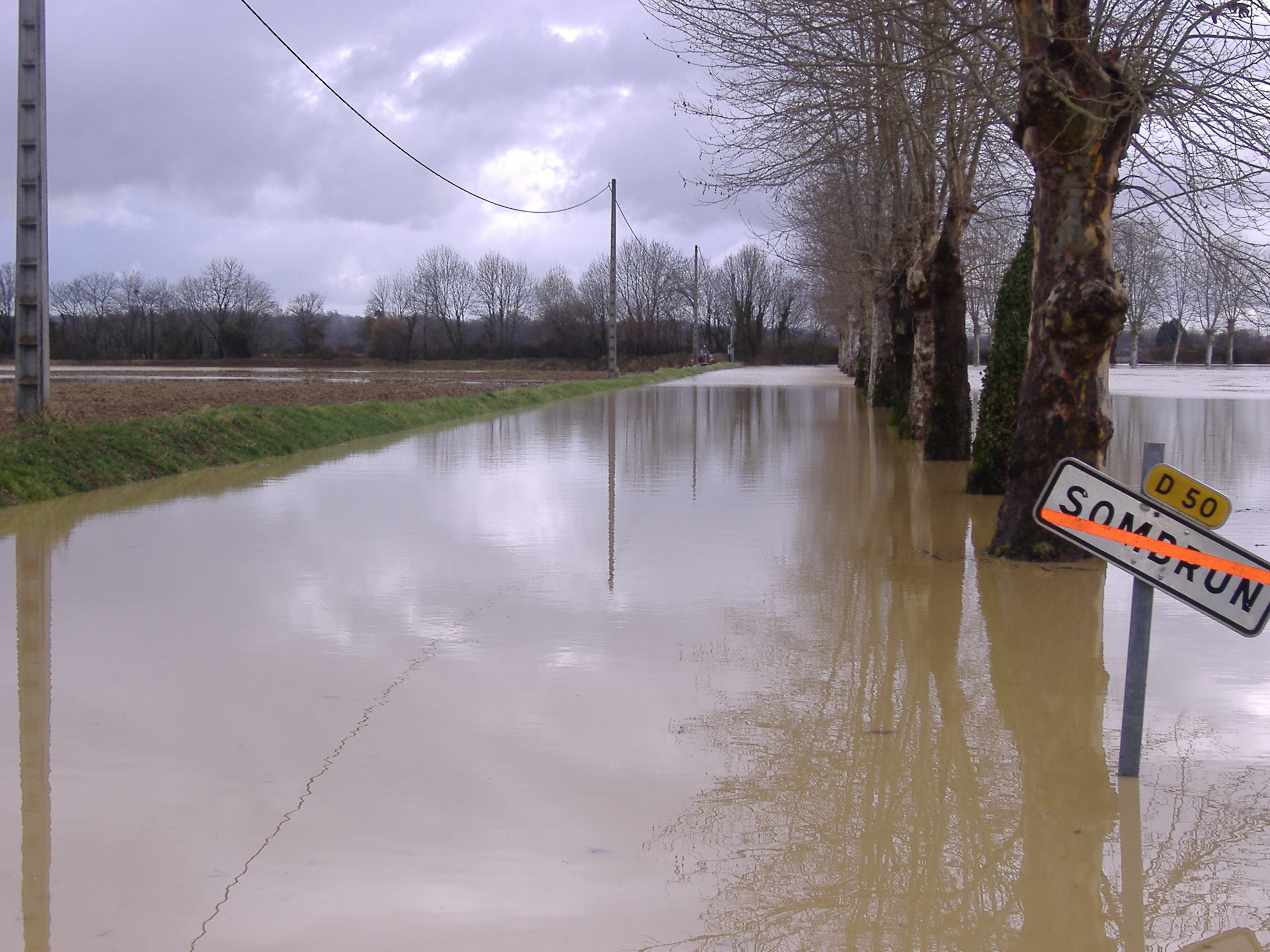
Crue du ruisseau l'Ayza en mars 2006.
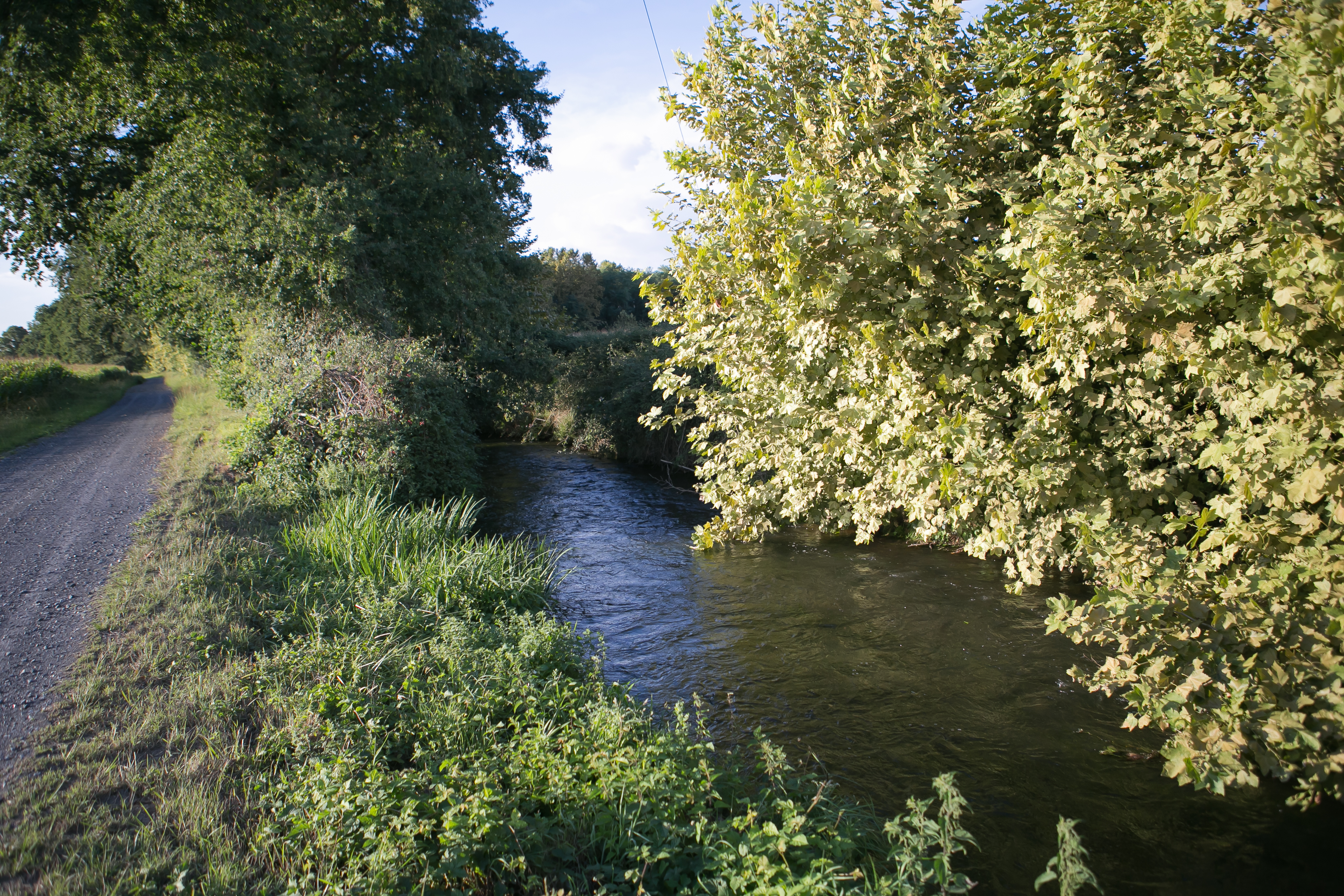
Le canal du moulin de Sombrun.

### Climat
Le tableau ci-dessous indique les valeurs normales de l'ensoleillement, des températures et des précipitations, observées par Météo-France à Ossun, où se trouve la station météorologique de référence pour le département.
| Mois                              | jan.  | fév.  | mars  | avril | mai   | juin  | jui.  | août | sep.  | oct.  | nov.  | déc.  | année   |
| --------------------------------- | ----- | ----- | ----- | ----- | ----- | ----- | ----- | ---- | ----- | ----- | ----- | ----- | ------- |
| Température minimale moyenne (°C) | 1     | 1,5   | 3,7   | 5,6   | 9,5   | 12,8  | 14,9  | 14,9 | 11,9  | 8,7   | 4,3   | 1,8   | 7,6     |
| Température moyenne (°C)          | 5,6   | 6,4   | 8,9   | 10,7  | 14,5  | 17,8  | 20    | 20,1 | 17,4  | 13,8  | 9     | 6,4   | 12,6    |
| Température maximale moyenne (°C) | 10,3  | 11,3  | 14,2  | 15,8  | 19,5  | 22,8  | 25,1  | 25,2 | 22,8  | 19    | 13,7  | 11    | 17,6    |
| Ensoleillement (h)                | 95    | 81,1  | 87    | 111,7 | 111,6 | 78    | 56    | 68,1 | 71,6  | 88,1  | 102,5 | 96,7  | 1 047,4 |
| Précipitations (mm)               | 118,3 | 129,2 | 169,2 | 170,2 | 189,1 | 197,9 | 204,9 | 206  | 189,8 | 150,6 | 117,5 | 108,7 | 163     |

| Diagramme climatique                                  |              |              |              |              |               |               |             |               |            |              |            |
| J                                                     | F            | M            | A            | M            | J             | J             | A           | S             | O          | N            | D          |
| 10,31118,3                                            | 11,31,5129,2 | 14,23,7169,2 | 15,85,6170,2 | 19,59,5189,1 | 22,812,8197,9 | 25,114,9204,9 | 25,214,9206 | 22,811,9189,8 | 198,7150,6 | 13,74,3117,5 | 111,8108,7 |
| Moyennes : • Temp. maxi et mini °C • Précipitation mm |              |              |              |              |               |               |             |               |            |              |            |

## Urbanisme

### Typologie
Au 1er janvier 2024, Sombrun est catégorisée commune rurale à habitat dispersé, selon la nouvelle grille communale de densité à sept niveaux définie par l'Insee en 2022.
Elle est située hors unité urbaine. Par ailleurs la commune fait partie de l'aire d'attraction de Maubourguet, dont elle est une commune de la couronne,. Cette aire, qui regroupe 13 communes, est catégorisée dans les aires de moins de 50 000 habitants,.

### Occupation des sols
L'occupation des sols de la commune, telle qu'elle ressort de la base de données européenne d’occupation biophysique des sols Corine Land Cover (CLC), est marquée par l'importance des territoires agricoles (56,6 % en 2018), en diminution par rapport à 1990 (62,6 %). La répartition détaillée en 2018 est la suivante : 
terres arables (40,17 %), 
bois ou forêts (37,66 %), 
zones agricoles hétérogènes (16,40 %), 
zones urbanisées (5,76 %).
| Type d’occupation | 1990      | 1990    | 2018      | 2018    | Bilan     |
| --- | --------- | ------- | --------- | ------- | --------- |
| Territoires artificialisés (zones urbanisées, zones industrielles ou commerciales et réseaux de communication, mines, décharges et chantiers, espaces verts artificialisés ou non agricoles) | 0,00 ha   | 0,00 %  | 56,33 ha  | 5,76 %  | 56,33 ha  |
| Territoires agricoles (terres arables, cultures permanentes, prairies, zones agricoles hétérogènes)                                                                                          | 612,71 ha | 62,65 % | 553,32 ha | 56,58 % | −59,39 ha |
| Forêts et milieux semi-naturels (forêts, milieux à végétation arbustive et/ou herbacée, espaces ouverts sans ou avec peu de végétation)                                                      | 365,30 ha | 37,35 % | 368,36 ha | 37,66 % | 3,06 ha   |

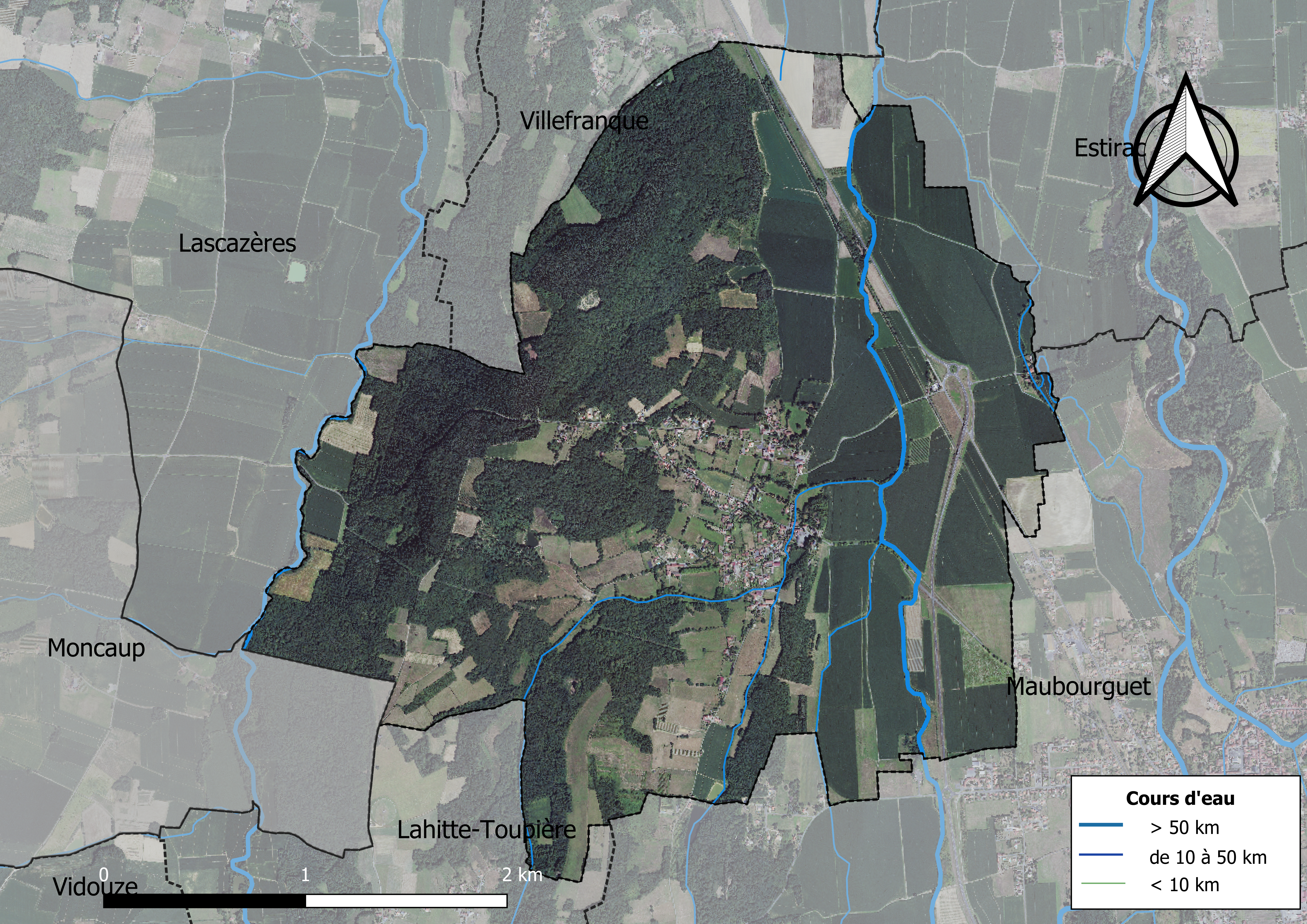
Carte orhophotogrammétrique de la commune.
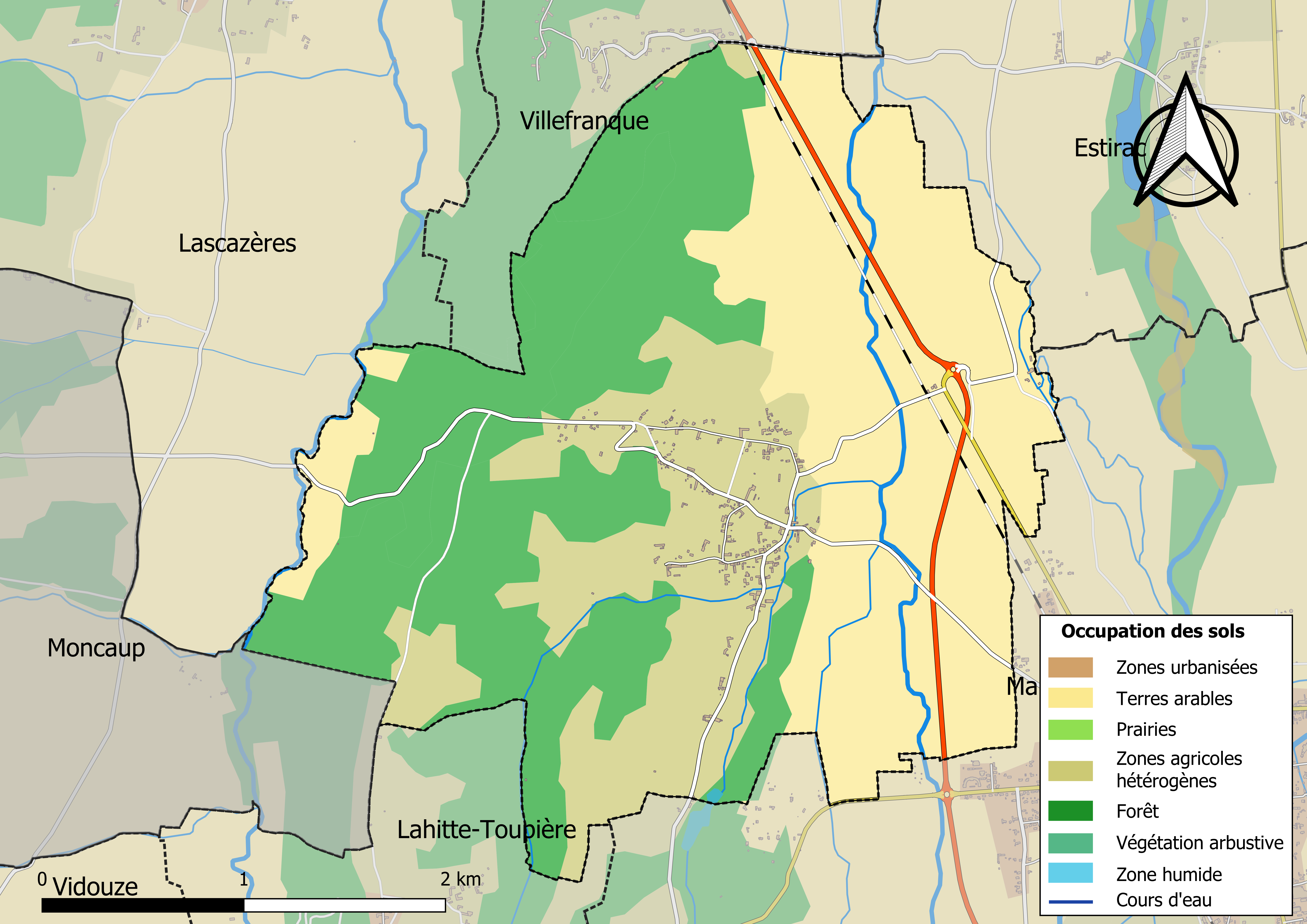
Carte des infrastructures et de l'occupation des sols en 2018 (CLC) de la commune.

Les parcelles boisées occupent les hauteurs des collines situées à l'ouest de la commune. Les terres arables sont à l'est, dans la vallée de l'Adour. Les cultures permanentes occupent, quant à elles, la partie centrale de la commune, sur les coteaux de la vallée.

Sélection de vues des paysages de Sombrun.
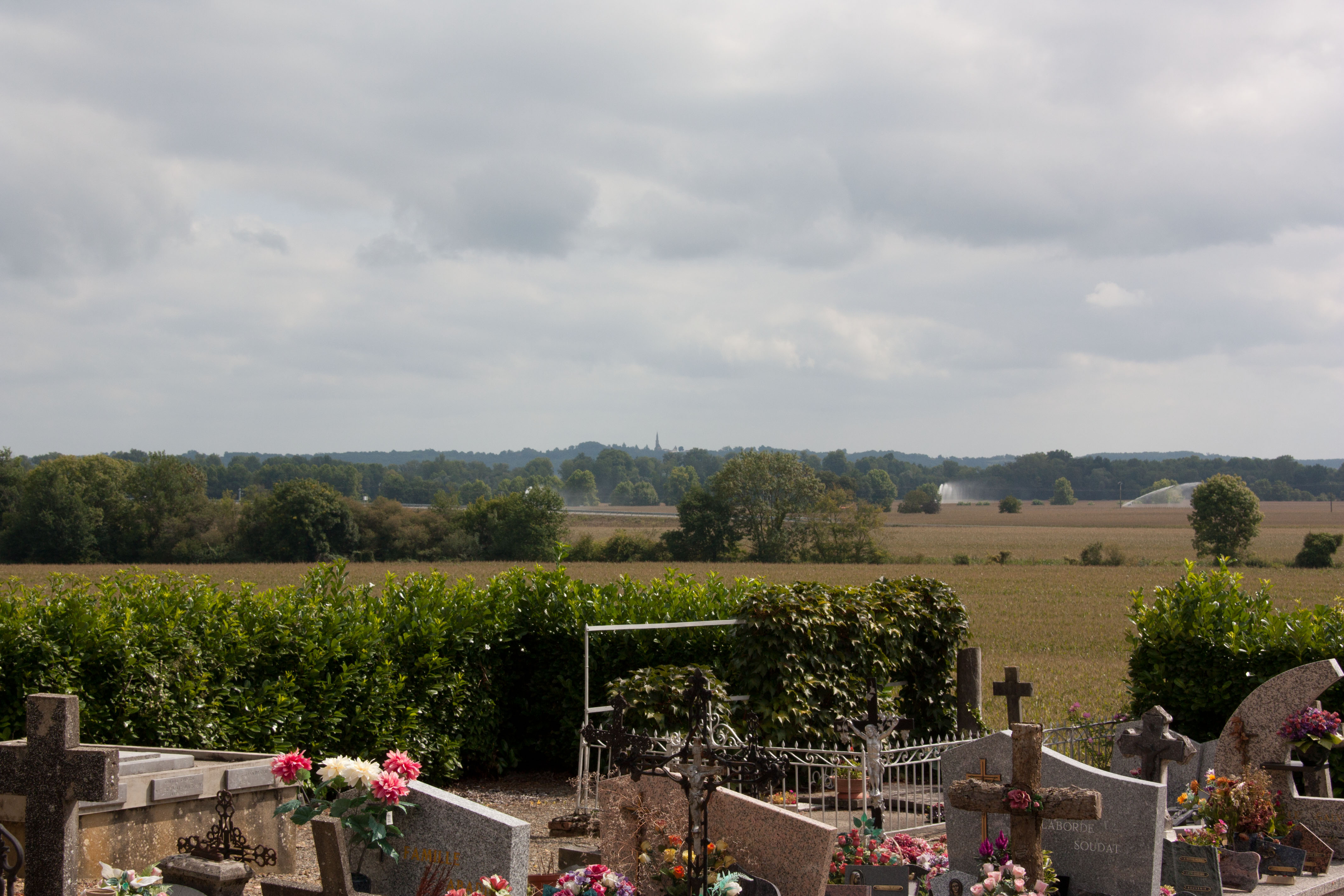
Cultures de maïs dans la plaine de l'Adour à l'est de la commune.
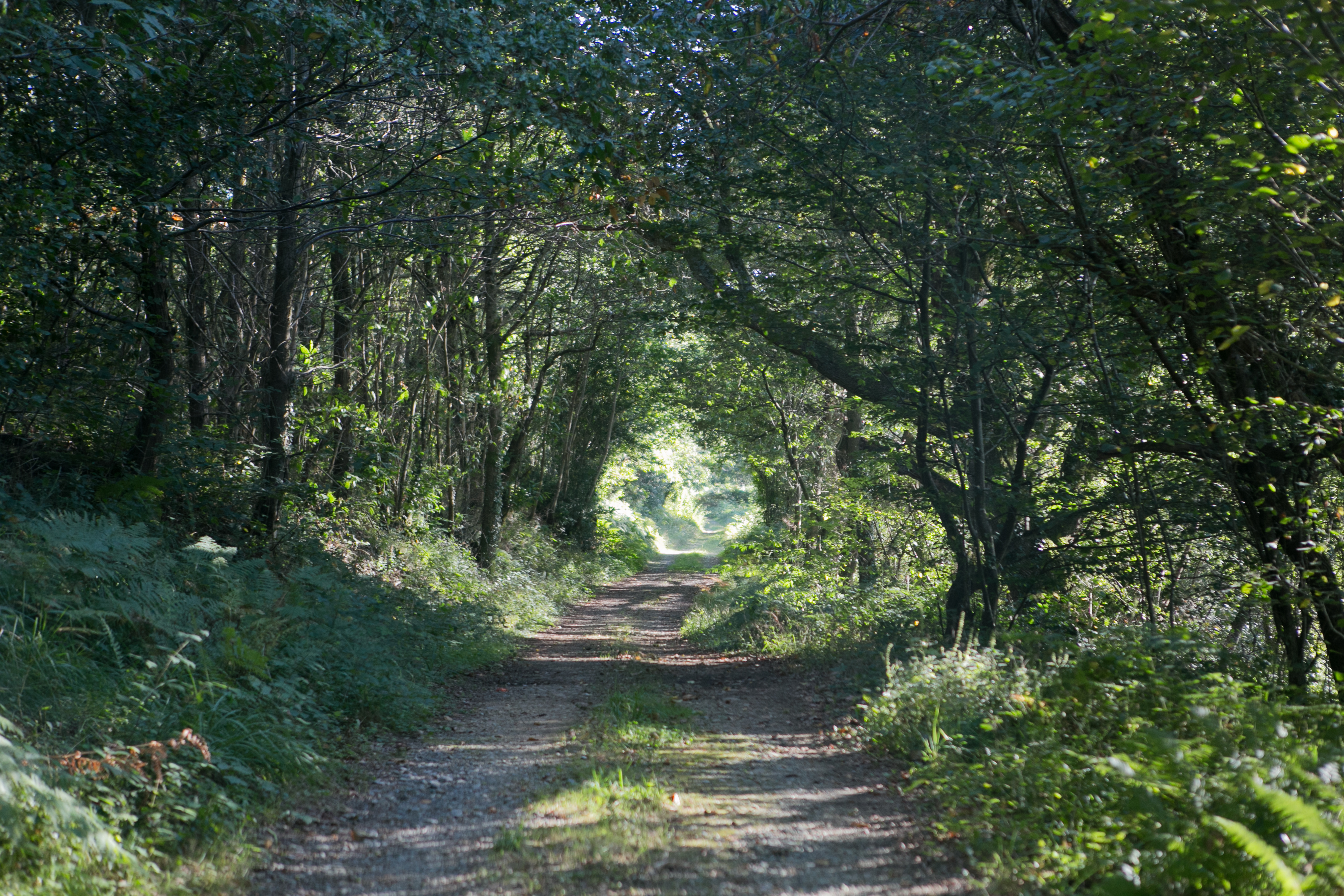
Vue de la forêt au sud-ouest de la commune.

### Lieux-dits et écarts

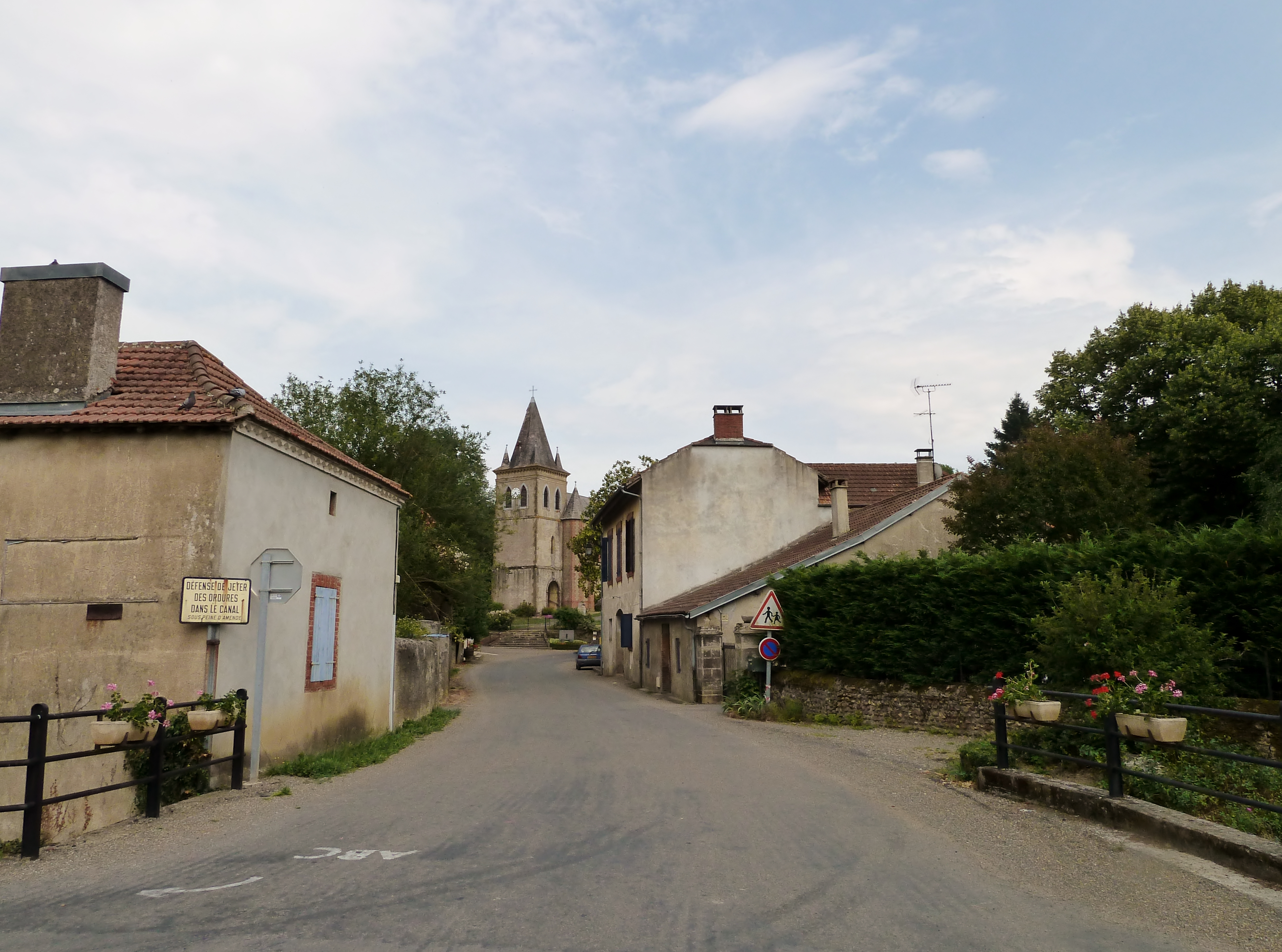
Vue du village de Sombrun.

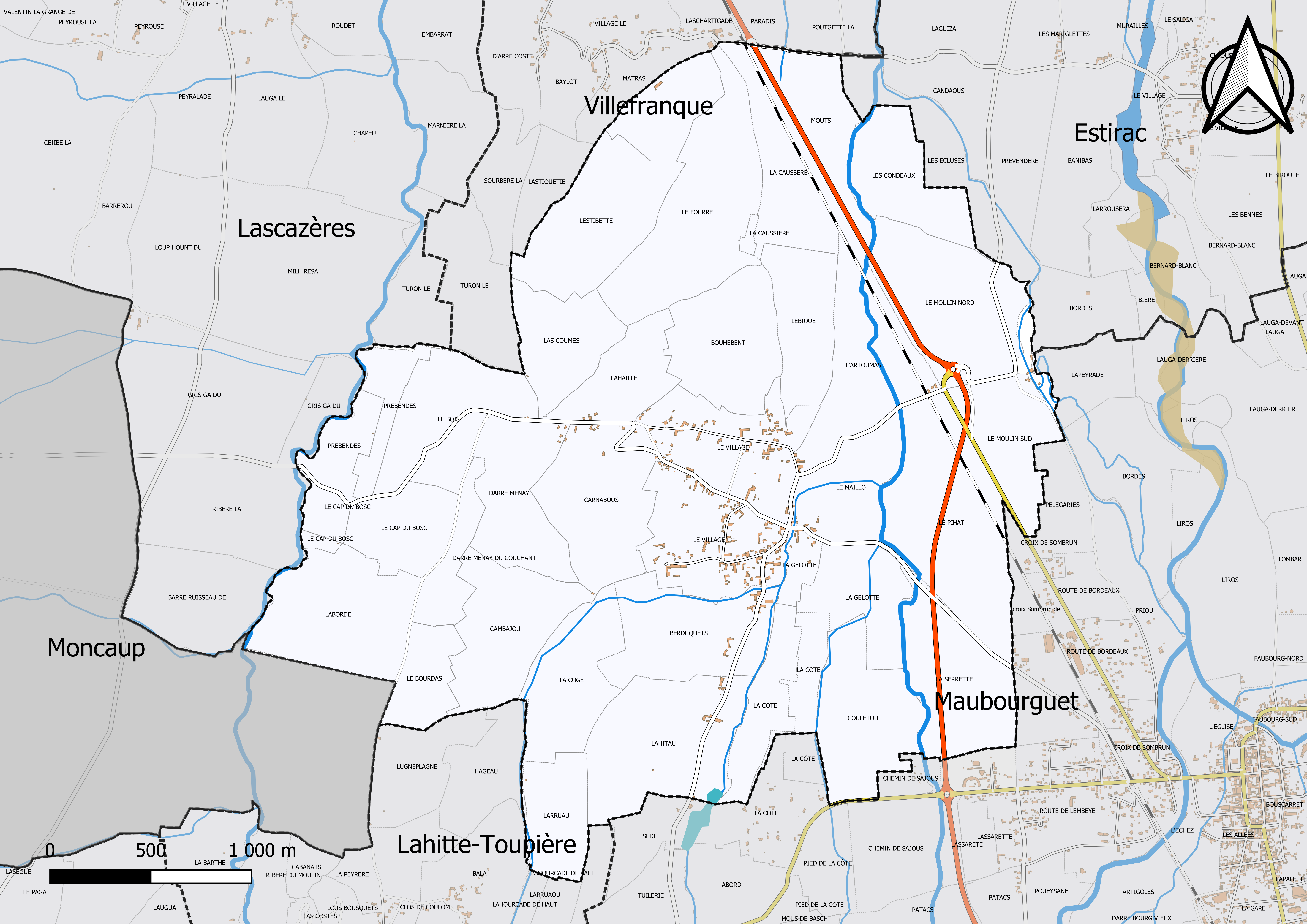
Carte du cadastre de la commune de Sombrun.

La commune compte 37 lieux-dits administratifs répertoriés consultables ici (source : le fichier Fantoir).
Outre le village, situé au centre de la commune, Sombrun ne possède qu'un seul hameau, celui de le Moulin situé à l'est de la commune en direction d'Estirac. Sous l'Ancien Régime, ce lieu-dit et son moulin banal portaient le nom de Barbazan.
Le territoire est découpé en quartiers ruraux ou lieux-dits dont les noms ont traversé les siècles. Au nord : Bioué, Bouhebent, Caussière, Las Coumes, le Fourré, Lahaille et Lestibette. À l'est : Les Condaux, Mouts, Pélagaries et Pihat. Au sud : la Coge, Couletou, la Coste, Garros, Gelotte, Lahitau, Peyra et Serette. À l'ouest : le bois de Laborde, le Bosc, Bourdas, Cambajou, Darré Menay, Prébendes. Au centre : Bernets, Carnabous, Maillo et Menay,.

### Logements

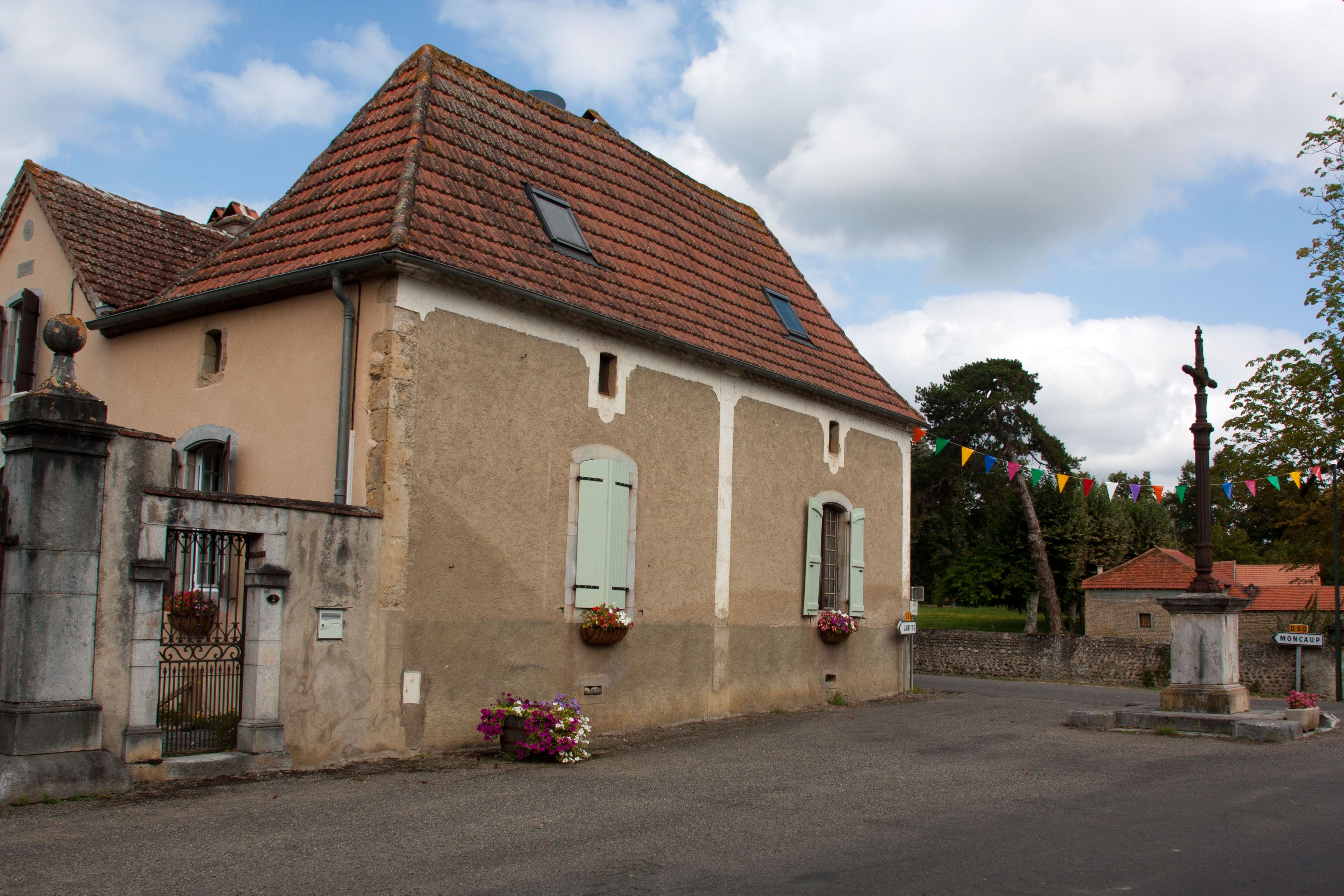
Une ancienne ferme du village.

L'habitat de Sombrun est essentiellement constitué  de maisons individuelles qui sont pour la plupart d'anciennes fermes reconverties en habitations. Seules quelques fermes restent en activité.
En 2017, le nombre total de logements dans la commune était de 120 alors qu'il était de 114 en 1990, 109 en 1999 et de 116 en 2007. Parmi ces logements, 77,5 % étaient des résidences principales, 14,2 % des résidences secondaires et 8,3 % des logements vacants. Ces logements étaient pour 98,3 % d'entre eux des maisons individuelles et pour 0,8 % des appartements.
La part des ménages fiscaux propriétaires de leur résidence principale s’élevait en 2017 à 88,2 % contre 10,8 % de locataires et 1,1 % logés gratuitement,.

### Voies de communication et transports
La ligne ferroviaire de Morcenx à Bagnères-de-Bigorre traverse le nord-est du territoire de la commune en longeant l'ancienne route nationale 135. Jusqu'en 1970, date de la fin du service voyageurs sur la ligne entre Mont-de-Marsan et Tarbes, la gare la plus proche était celle de Maubourguet située à 3,5 km de Sombrun. Actuellement, la gare la plus proche est celle de Tarbes, située à 30 km. Des cars TER et du conseil départemental des Hautes-Pyrénées assurent des liaisons régulières entre Maubourguet et les gares routières et ferroviaires de Tarbes en trente minutes.
Trois routes départementales relient Sombrun aux communes voisines :
- la D 935 (ancienne route nationale 135 qui reliait, avant 1973, Barcelonne-du-Gers  à Sainte-Marie-de-Campan en passant par Tarbes), à Villefranque, au nord ; et à Maubourguet, au sud-est ;
- la D 50, à Maubourguet, au sud-est ; à Lascazères, à l'ouest ;
- la D 59, à Estirac, au nord-est ; et Maubourguet, au sud.

Sélection de vues des infrastructures routières et ferroviaires de Sombrun.
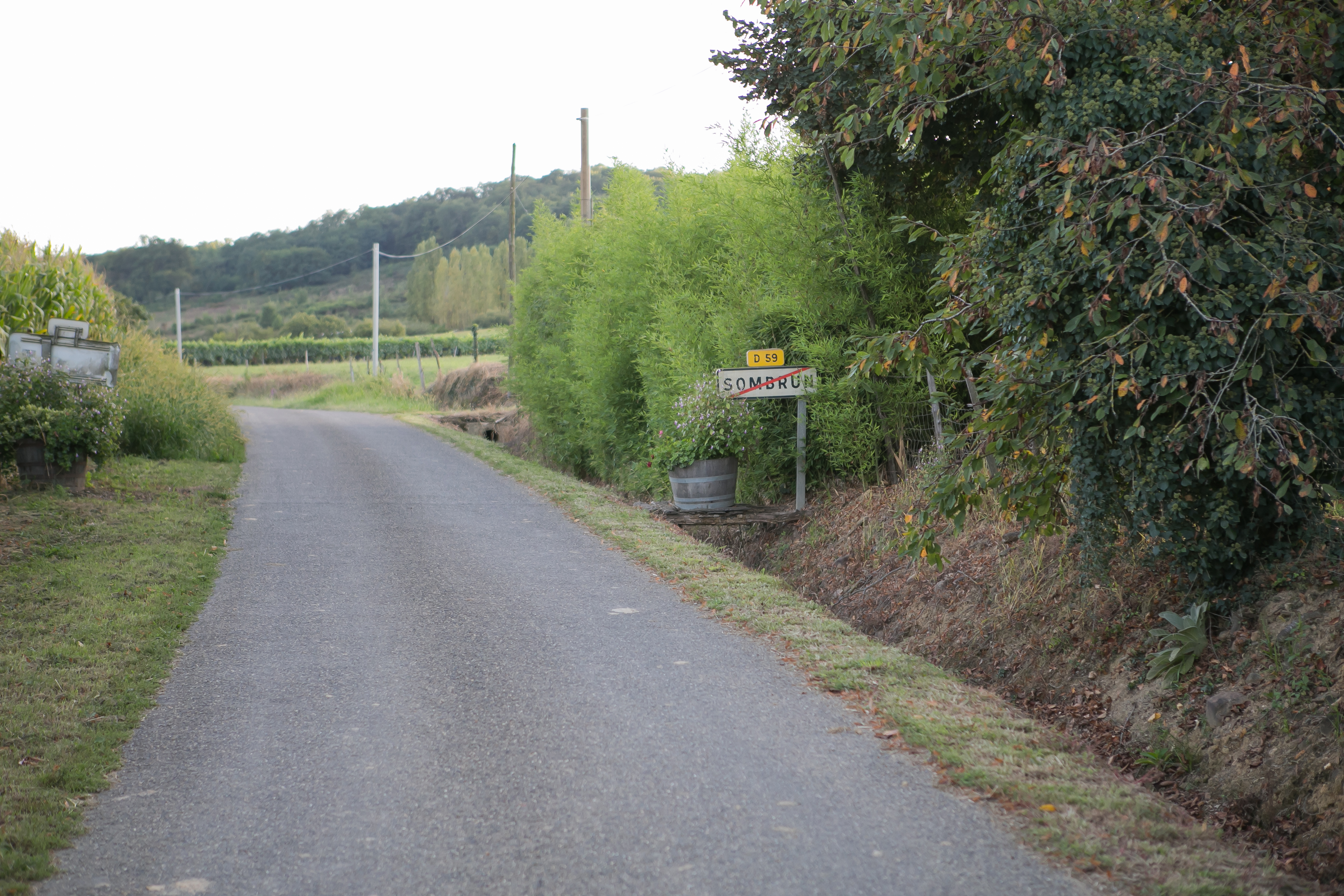
La D 59, au sud de la commune, en direction de Maubourguet.
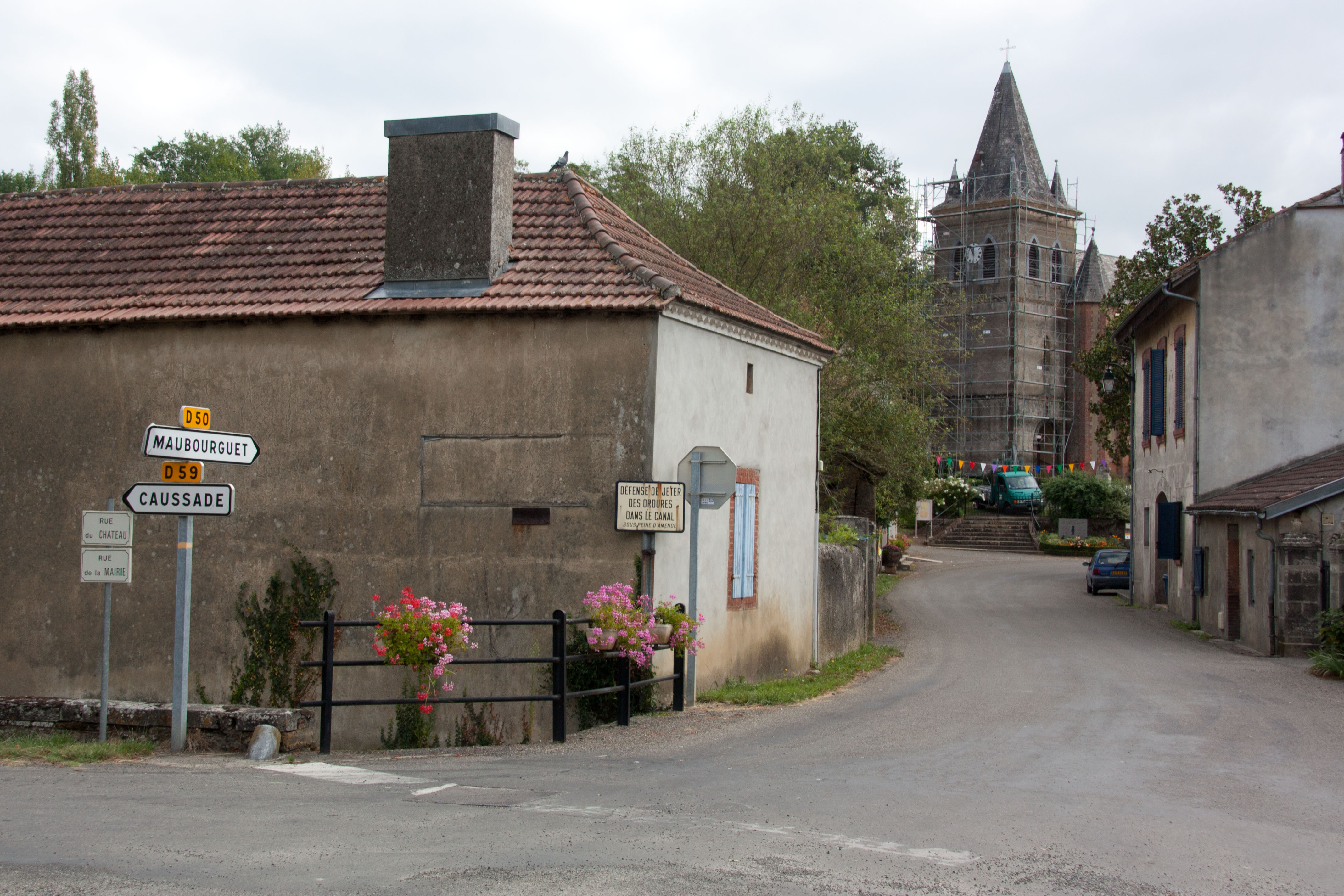
Intersection de la D 50 et de la D 59 au centre du village.
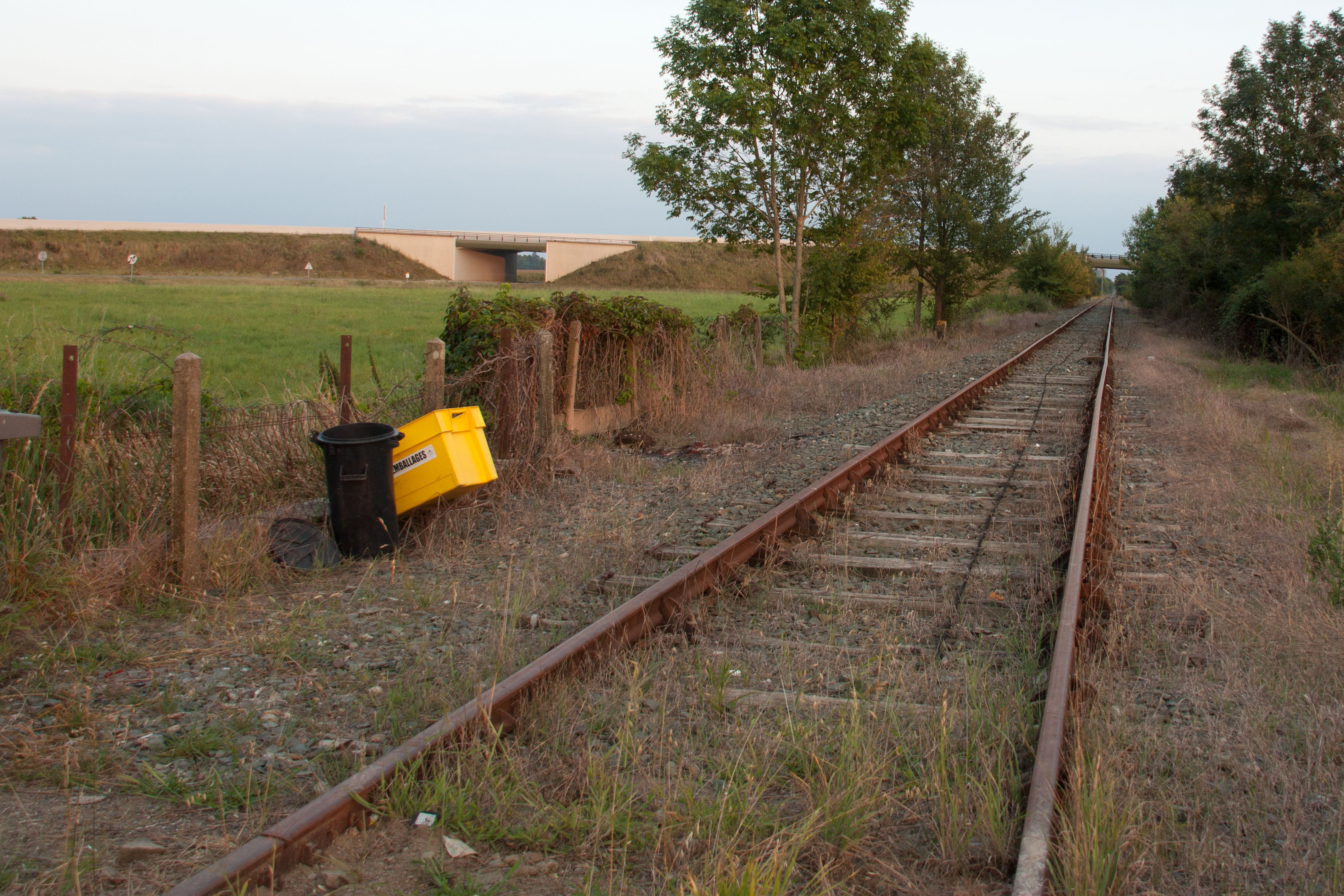
La ligne ferroviaire de Morcenx à Bagnères-de-Bigorre et la déviation de la RD 935.
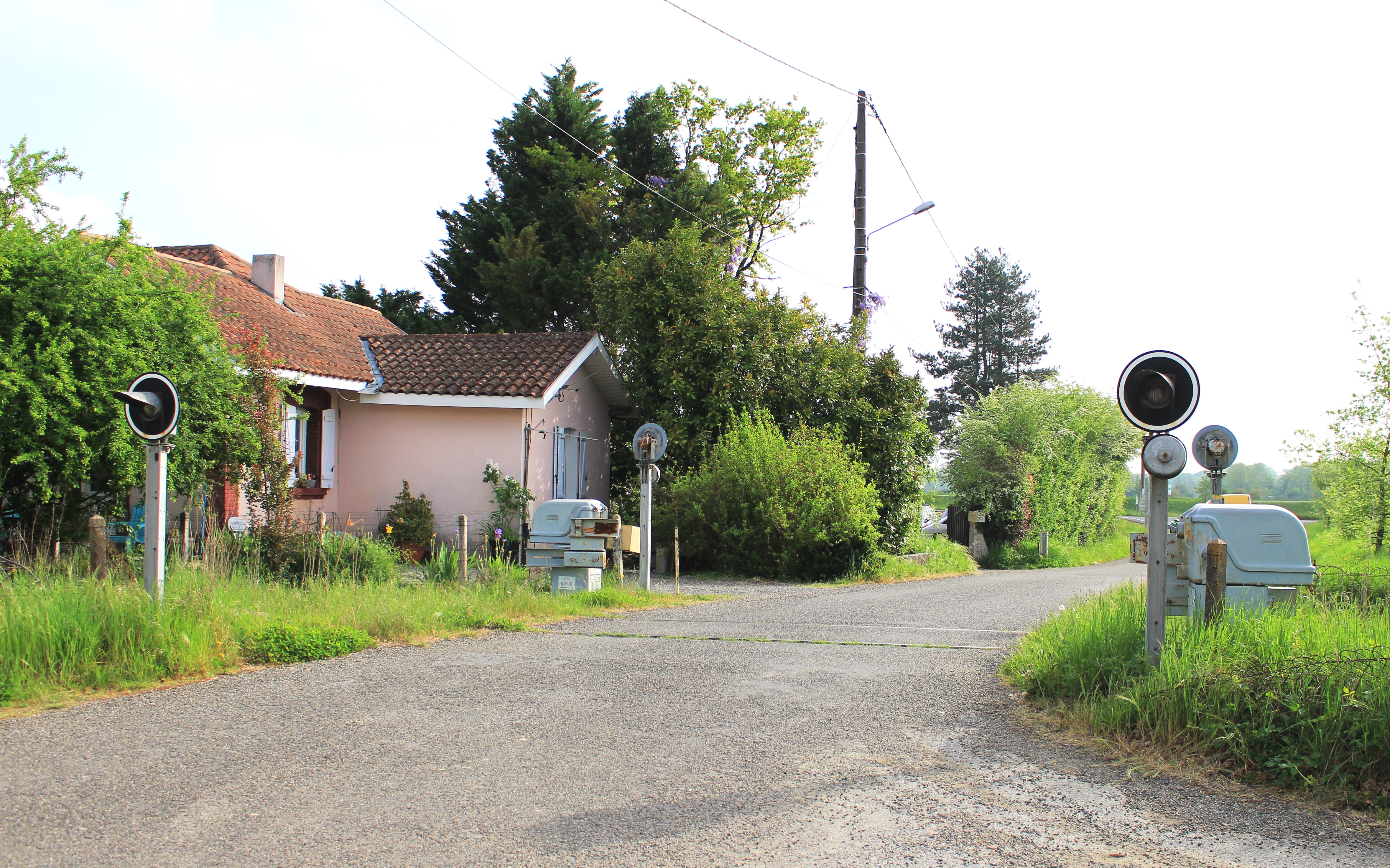
Passage à niveau ligne de Morcenx à Bagnères-de-Bigorre.

### Risques majeurs
Le territoire de la commune de Sombrun est vulnérable à différents aléas naturels : météorologiques (tempête, orage, neige, grand froid, canicule ou sécheresse), inondations, mouvements de terrains et séisme (sismicité modérée). Il est également exposé à un risque technologique, le transport de matières dangereuses. Un site publié par le BRGM permet d'évaluer simplement et rapidement les risques d'un bien localisé soit par son adresse soit par le numéro de sa parcelle.

#### Risques naturels
Certaines parties du territoire communal sont susceptibles d’être affectées par le risque d’inondation par débordement de cours d'eau, notamment le Louet et l'Ayza. La cartographie des zones inondables en ex-Midi-Pyrénées réalisée dans le cadre du XIe Contrat de plan État-région, visant à informer les citoyens et les décideurs sur le risque d’inondation, est accessible sur le site de la DREAL Occitanie. La commune a été reconnue en état de catastrophe naturelle au titre des dommages causés par les inondations et coulées de boue survenues en 1982, 1990, 1999 et 2009 et au titre des inondations par remontée de nappe en 2013,.
Sombrun est exposée au risque de feu de forêt. Un plan départemental de protection des forêts contre les incendies a été approuvé par arrêté préfectoral le 21 avril 2020 pour la période 2020-2029. Le précédent couvrait la période 2007-2017. L’emploi du feu est régi par deux types de réglementations. D’abord le code forestier et l’arrêté préfectoral du 27 octobre 2014, qui réglementent l’emploi du feu à moins de 200 m des espaces naturels combustibles sur l’ensemble du département. Ensuite celle établie dans le cadre de la lutte contre la pollution de l’air, qui interdit le brûlage des déchets verts des particuliers. L’écobuage est quant à lui réglementé dans le cadre de commissions locales d’écobuage (CLE)

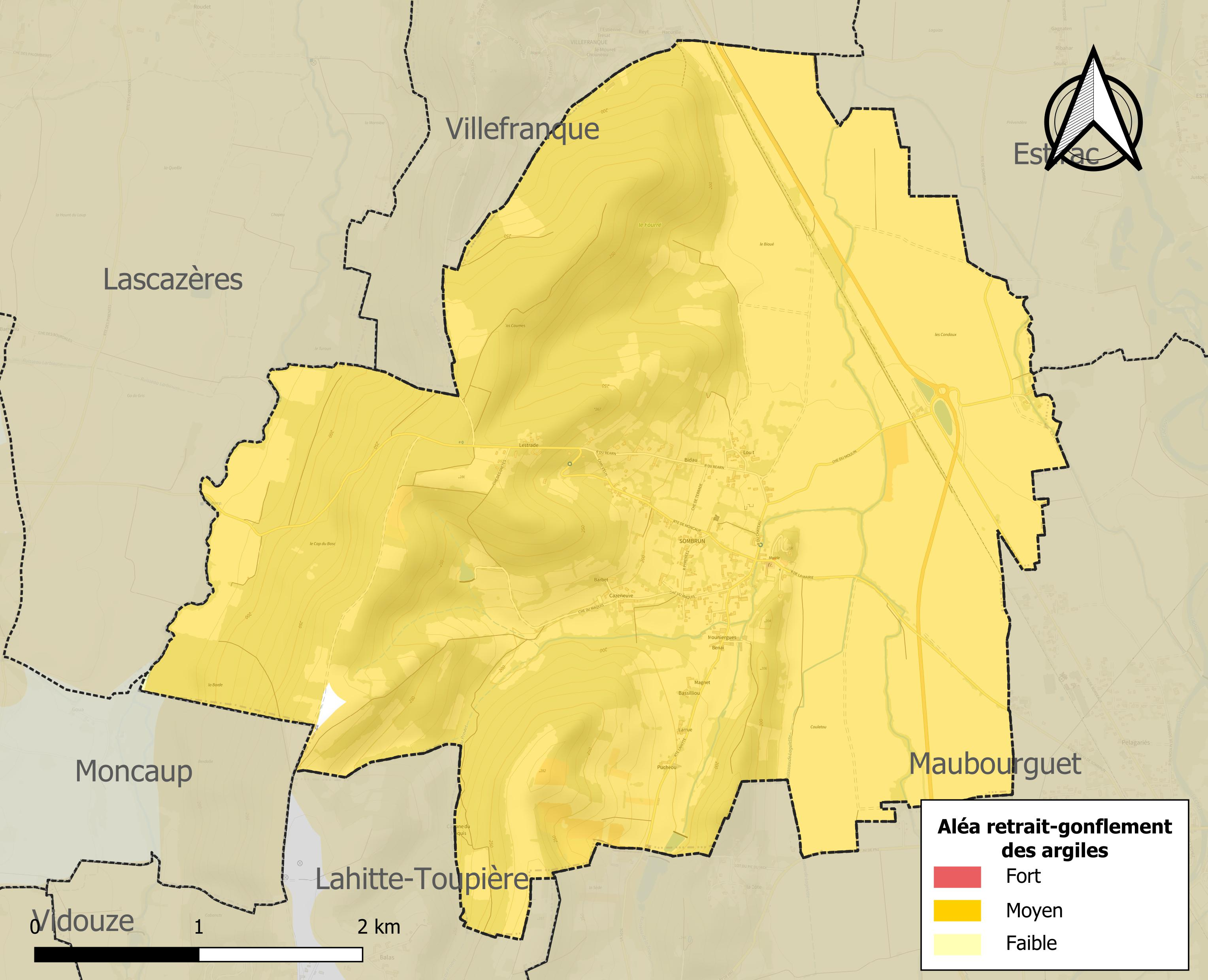
Carte des zones d'aléa retrait-gonflement des sols argileux de Sombrun.

Les mouvements de terrains susceptibles de se produire sur la commune sont des tassements différentiels.
Le retrait-gonflement des sols argileux est susceptible d'engendrer des dommages importants aux bâtiments en cas d’alternance de périodes de sécheresse et de pluie. 99,9 % de la superficie communale est en aléa moyen ou fort (44,5 % au niveau départemental et 48,5 % au niveau national). Sur les 122 bâtiments dénombrés sur la commune en 2019, 122 sont en aléa moyen ou fort, soit 100 %, à comparer aux 75 % au niveau départemental et 54 % au niveau national. Une cartographie de l'exposition du territoire national au retrait gonflement des sols argileux est disponible sur le site du BRGM,.
Par ailleurs, afin de mieux appréhender le risque d’affaissement de terrain, l'inventaire national des cavités souterraines permet de localiser celles situées sur la commune.
Concernant les mouvements de terrains, la commune a été reconnue en état de catastrophe naturelle au titre des dommages causés par des mouvements de terrain en 1999.

#### Risque technologique
Le risque de transport de matières dangereuses sur la commune est lié à sa traversée par une infrastructure ferroviaire, la ligne de Morcenx à Bagnères-de-Bigorre. Un accident se produisant sur une telle infrastructure est susceptible d’avoir des effets graves sur les biens, les personnes ou l'environnement, selon la nature du matériau transporté. Des dispositions d’urbanisme peuvent être préconisées en conséquence.

## Toponymie
Origine du nom : Soum : sommet et brun, sombre par extension néfaste à ses ennemis.

## Histoire

### Protohistoire et Antiquité

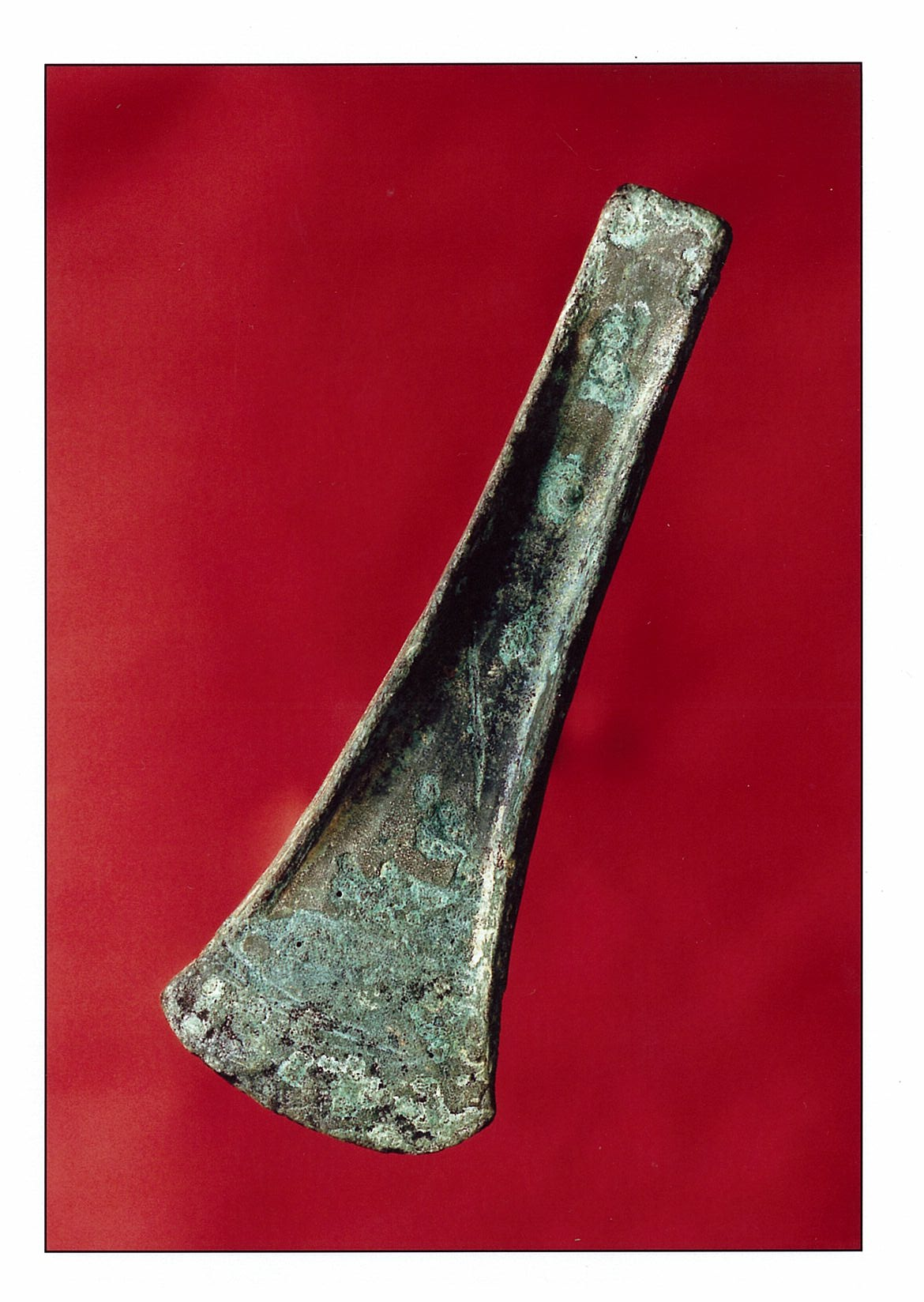
Hache de bronze découverte à Sombrun.

La découverte d'une hache de bronze, dans le quartier Lahitau en 1960 par un agriculteur, est un témoignage de l'occupation humaine du lieu à l'Âge du bronze,. Selon Roland Coquerel, archéologue tarbais, cette hache, d'une longueur de 16,4 cm et d'un poids de 485 grammes, daterait de la période du bronze moyen (soit 1 500 à 1 200 ans av. J.-C.),. Coquerel situe la castramétation de la colline du Maillot à époque du bronze final ou bien à l'âge du fer.
Des vestiges datant de l’époque romaine ont été découverts lors de la reconstruction de l'église du village au cours de XIXe siècle. Le lieu serait ainsi demeuré comme un oppidum à l'Antiquité.
Les découvertes de céramiques du Ier siècle  et IIe siècle par Sylvain Doussau, archéologue local autodidacte, dans le hameau du Moulin révèlent la présence d’un domaine agricole gallo-romain et d’une auberge le long d’une voie gallo romaine qu’il considère être le cardo maximus de la Bigorre. Le toponyme de Barbazan est utilisé jusqu’au XIXe siècle pour désigner ce hameau et son moulin. On peut voir son origine soit dans le nom du propriétaire du domaine gallo-romain: Barbatius, soit plus tardivement dans le nom des seigneurs de Barbazan possédant la seigneurie de Sombrun au XIVe siècle.

### Moyen Âge

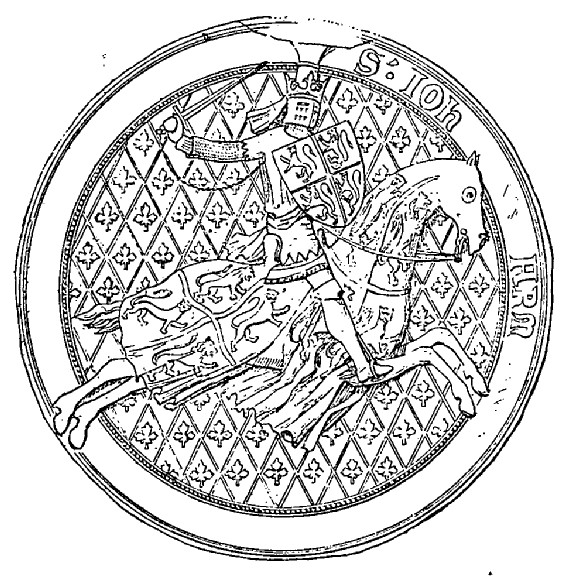
Sceau de Jean Ier d'Armagnac, comte d'Armagnac, seigneur de Rivière-Basse.

Jusqu'au XIIIe siècle, l'histoire de Sombrun est intimement liée à celle du comté de Bigorre et de la vicomté de Rivière-Basse, vassale du premier. Ensuite, la Rivière-Basse se trouve au cœur des conflits féodaux entre la Maison d'Armagnac et la Maison de Foix-Béarn. Démembrée de la Bigorre en 1256, revendiquée par les deux puissances féodales rivales, soumise à des occupations et dévastations, elle est définitivement attribuée au comte d'Armagnac en 1329. Les conséquences de cet arbitrage perdurent jusqu’en 1789, date à laquelle l’administration financière de la communauté dépend encore de l’Élection d’Armagnac et la justice relève de la sénéchaussée de Lectoure. Toutefois sur le plan religieux, Sombrun reste rattachée au diocèse de Tarbes.
Sa paroisse dépend de l’archiprêtré de Caixon qui dépend de l’archidiaconé de Montaner, lui-même relevant de l’évêché de Bigorre. Par ailleurs, un quart de la dîme est prélevé par la cathédrale d'Alet-les-Bains car l'église de Sombrun est une dépendance de l’église de Maubourguet qui est à son origine un prieuré bénédictin dépendant de l'abbaye d'Alet.
Au XIVe siècle, Sombrun est un petit fief dépendant des seigneurs de Troncens puis de Barbazan, dont le valeureux Arnault Guilhem de Barbazan. Ces seigneurs sont au service des comtes d'Armagnac.
La chute de la maison d'Armagnac à la fin du XVe siècle entraine la réunion de ses domaines à la couronne de France, dont les terres comtales de Rivière-Basse. Les biens nobles de Sombrun restent un fief des seigneurs de Barbazan et de leurs héritiers ; pour les autres biens, la communauté rend désormais compte directement à l’administration royale.

### Époque moderne

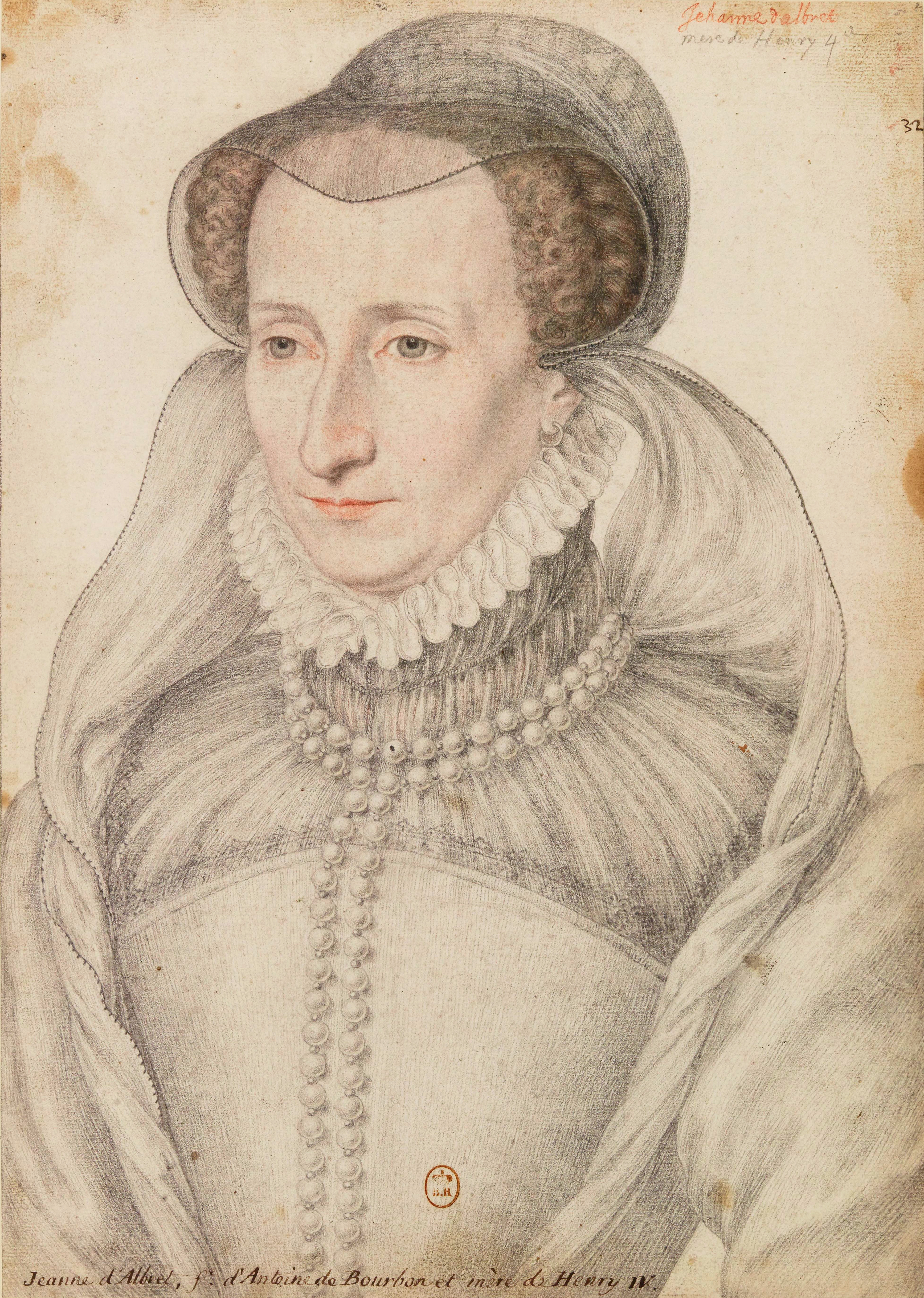
Jeanne d'Albret, reine de Navarre, possède la seigneurie de Sombrun.

Au milieu du XVIe siècle, Sombrun dépend encore de la baronnie de Barbazan qui fait alors partie de la vicomté de Foix-Lautrec. La lignée des vicomtes de Foix-Lautrec s’éteint avec la disparition de Claude de Foix. Après une querelle de succession, c’est Henri d'Albret, roi de Navarre et vicomte de Béarn qui hérite des domaines de la famille de Foix-Lautrec, dont Sombrun est une infime partie. En mai 1549, les habitants de Sombrun réunis devant la maison du seigneur, prêtent serment de fidélité à Henri d'Albret, représenté par Jean de Rivière, vicomte et seigneur de Labatut.
Jeanne d'Albret, fille unique d’Henri d’Albret, est confirmée dans sa possession de Sombrun et autres héritages de la maison de Foix-Lautrec par une transaction de 1558. Son fils devient roi de France sous le nom d’Henri IV, et, contrairement à la tradition, il refuse d’intégrer ses domaines personnels au royaume de France. Lourdement endetté par dix années de guerre d’accession au trône, il vend des parties de son domaine pour rembourser ses débiteurs. Aussi, le 18 mars 1604, ses émissaires mettent aux enchères les seigneuries de Sombrun, Lascazères et la moitié de Vidouze. Pierre de La Torte, seigneur de Caussade, achète l'ensemble pour la somme de 12 000 livres. Le mois suivant, Pierre de Caussade cède la seigneurie de Sombrun à son frère Raimond pour la somme de 3 500 livres.

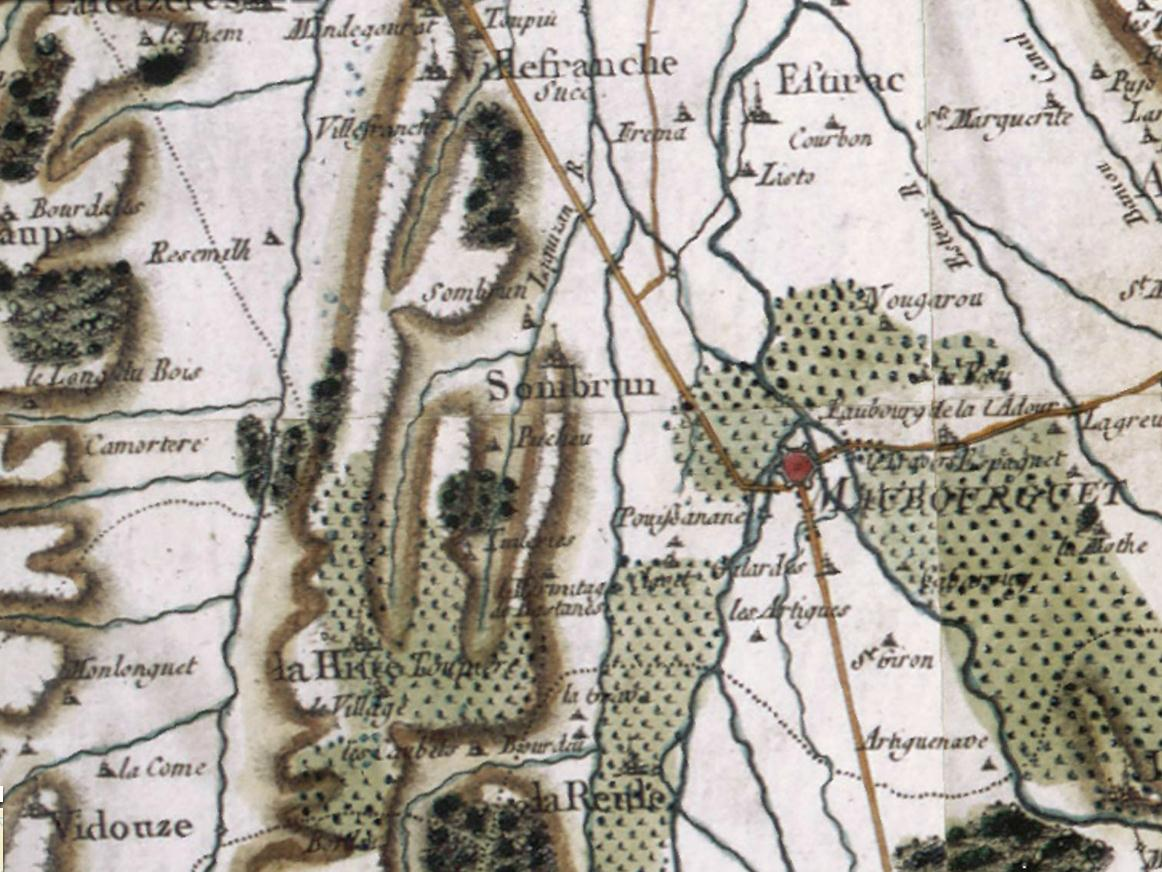
Carte de la région de Sombrun au XVIIIe siècle par Cassini.

Joseph de Monet succède à son oncle Raimond de Caussade en 1632. Seigneur relativement fortuné et autoritaire, il obtient le titre de gentilhomme ordinaire de la Chambre du Roi. Il s’arroge un certain nombre de droits féodaux (justice, droits d’herbage, de boucherie, de taverne) que les habitants lui contestent. Des terres dites vagues ou vacantes sont aussi l’objet d’un long litige. Les Monet héritent de père en fils de la seigneurie de Sombrun avec : Antoine de Monet (1635-1706), Louis de Monet (1672-1747), Bernard de Monet (1708-1750) et Louis de Monet né en 1743, qui émigre à Saint-Domingue dans les années 1770. La seigneurie de Sombrun passe alors sous gérance puis sous possession de Germain Maigné de Sallenave, de Vic-en-Bigorre, oncle maternel de Louis de Monet. Le naturaliste Jean-Baptiste de Monet de Lamarck (1744-1829), connu sous le nom de Jean-Baptiste de Lamarck, est issu de la même famille.

### Époque contemporaine

#### XVIIIesiècle

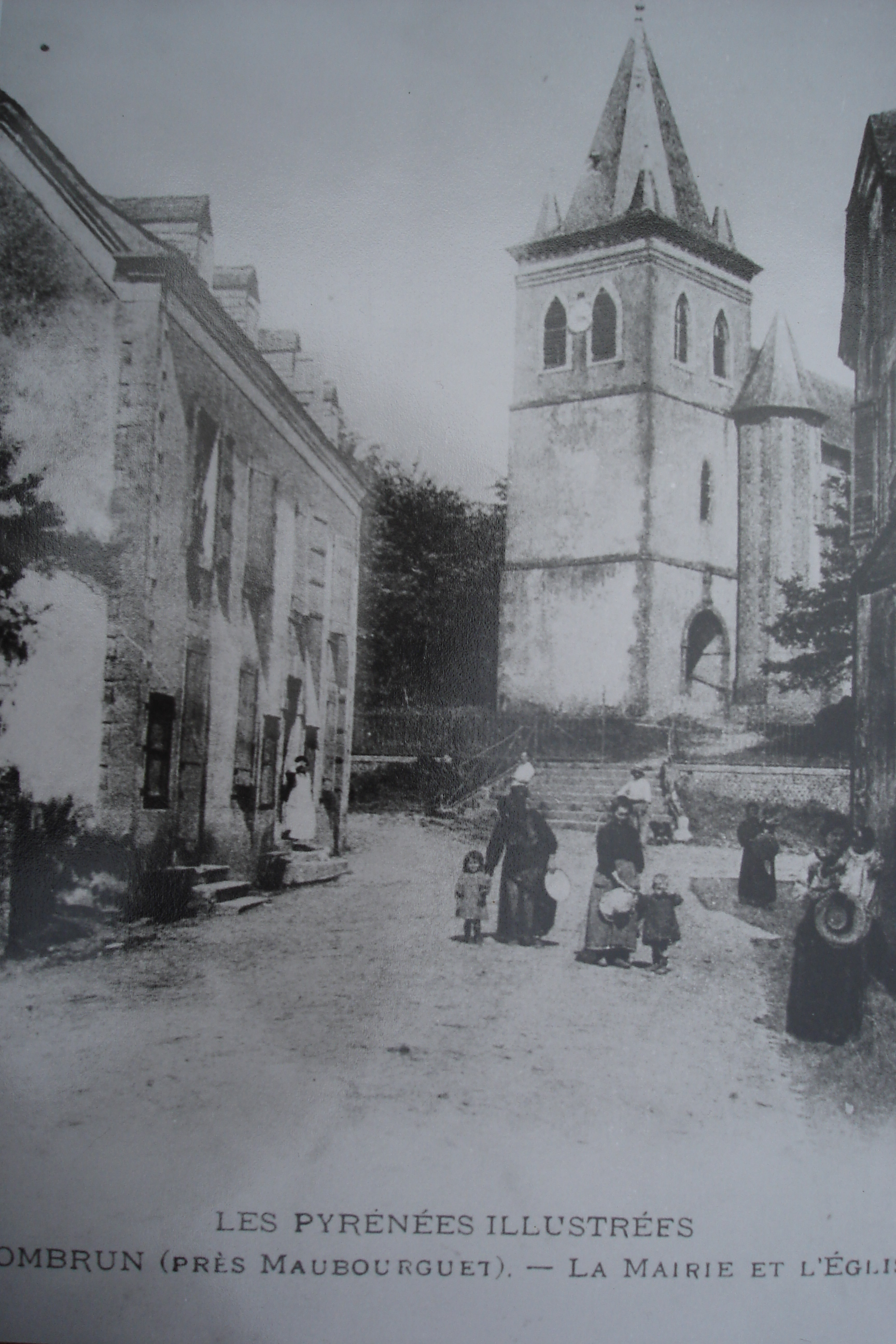
L'église de Sombrun au début du XXe siècle.

En 1790, Bertrand Barère député de Bigorre obtient la création du département des Hautes-Pyrénées dans lequel est incorporée la plus grande partie de la Rivière-Basse dont Sombrun.
Avec la création des communes, la Révolution permet à Sombrun de se doter au début de 1790 d’une municipalité élue. Son premier maire, Dominique Dargellès Bernadou, entre immédiatement en conflit avec le seigneur Germain Maigné de Sallenave essentiellement sur l’imposition de ses biens et la propriété de terres seigneuriales revendiquées de longue date par la communauté des habitants.
Germain Maigné disparait sans postérité le 5 octobre 1792 alors que la Révolution entre dans la période de la Terreur à Paris. Ses neveux héritent de la seigneurie de Sombrun, mais la loi des suspects les envoie en détention ainsi que le reste de la famille, du printemps à l’automne 1794, pour cause d’émigration de l’un d’entre eux et de postures antirévolutionnaires pour les autres. Leurs biens dont le château de Sombrun et ses terres sont mis sous séquestre jusqu'en juillet 1795. Ces biens nobles échappent donc à la vente en qualité de biens nationaux, contrairement au mobilier et les objets de culte de l’église vendus en 1794 pour participer à l’effort de guerre.

#### XIXesiècle
Le concordat de 1801 contrarie la majeure partie de la population catholique, la paroisse de Sombrun ayant été reléguée à un statut d’annexe de la succursale de Larreule. Le conseil municipal réagit immédiatement et propose la réunion de Sombrun aux paroisses de Lahitte-Toupière et de Villefranque plus proches et contiguës. Les municipalités successives  multiplient en vain les démarches auprès de l’administration pour obtenir un prêtre desservant jusqu’en 1825, date à laquelle la commune achète l’ancien presbytère pour le loger. Sombrun obtient plus tard le statut de succursale par décret du président de la République du 10 juin 1852.
La vie administrative et politique de la deuxième moitié du XIXe siècle est dominée par la famille Lasserre dont trois membres (Jean-Pierre, Honoré, Pierre) occupent, de père en fils, la fonction de maire de Sombrun de façon quasi continue de 1835 à 1900. Cette période est celle de la construction ou reconstruction des édifices publics de la commune : la promenade (1836), la mairie (1837), le clocher (1842), la croix du centre (1845), le presbytère (1857), l’école des filles (1863), trois fontaines (1864), l’église (1867), le kiosque (1885). La commune finance cette modernisation sans précédent par la vente de biens communaux, en particulier des landes et des bois, malgré l’opposition de petits agriculteurs qui en ont l’usage depuis des siècles.

#### XXesiècle

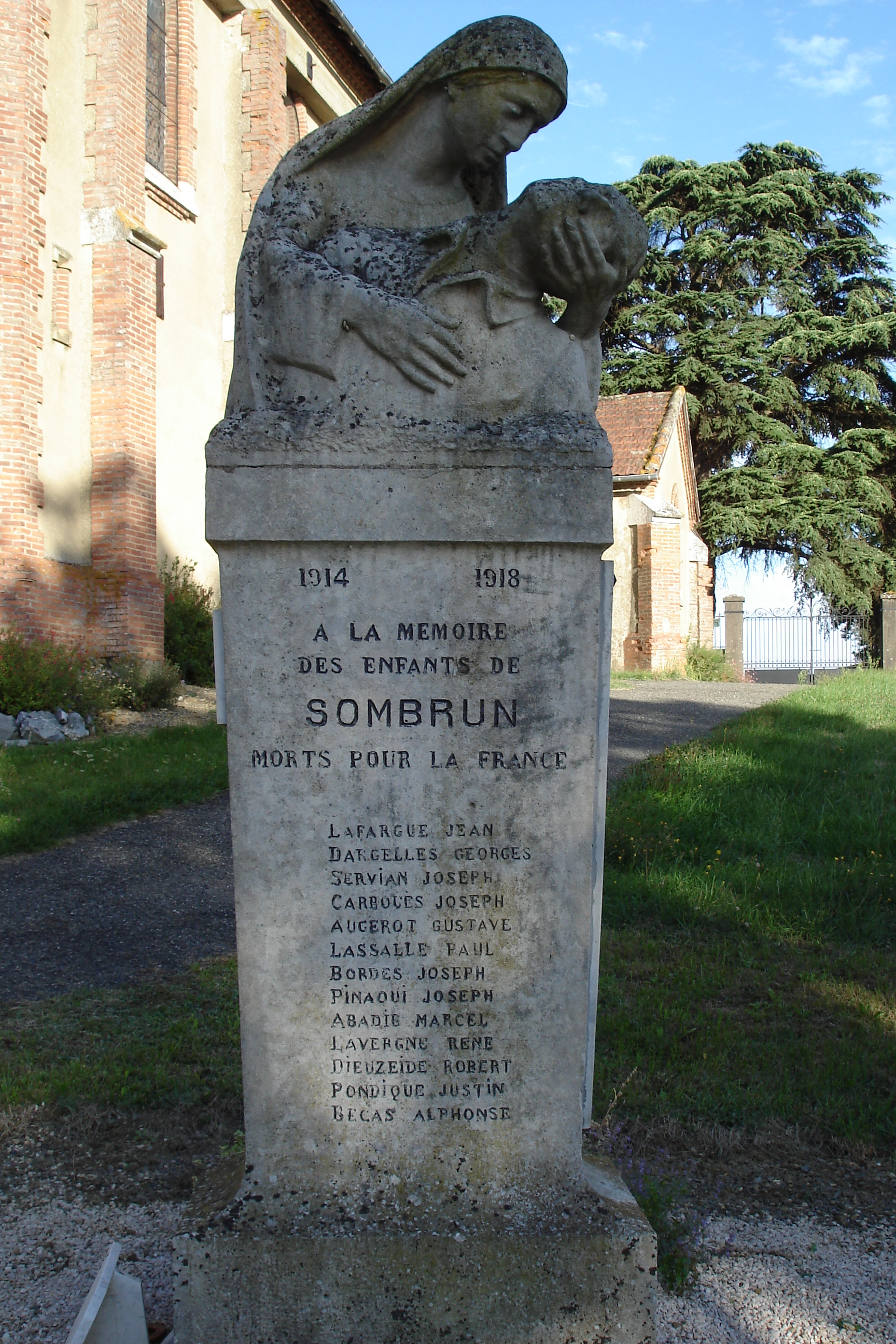
Le monument aux morts de la guerre de 1914-1918.

En août  1914, la mobilisation générale rappelle plusieurs dizaines de Sombrunois sous les drapeaux. Dès le 7 septembre, la première victime, Jean Lafargue, succombe à ses blessures à la bataille du Grand Couronné  pour la défense de Nancy. Fin octobre, une vingtaine de réfugiés belges sont hébergés dans la commune. Réquisitions, privations et mobilisation des nouvelles classes d’âge sont le lot quotidien d’une commune de l’arrière durant le conflit qui se solde par un total de treize victimes militaires âgées de 21 à 39 ans. Pour une population de 371 habitants, treize morts représentent un taux de perte de 3,50 %, très proche de la moyenne nationale (3,53 %).

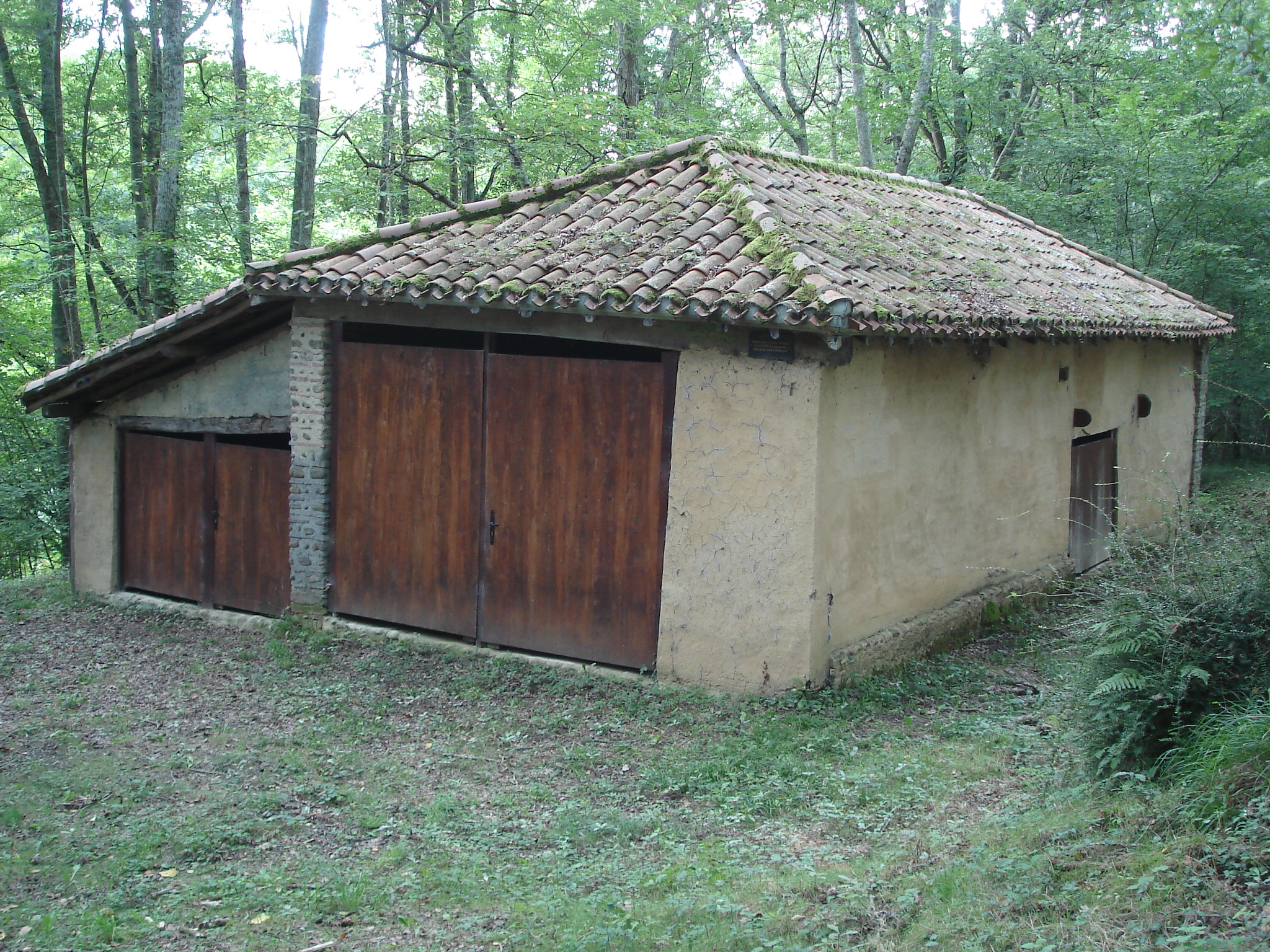
La cabane du maquis de Sombrun.

La première conséquence de la Seconde Guerre mondiale est la mobilisation d’une vingtaine d’hommes du village dont plusieurs se retrouvent prisonniers en Allemagne à partir de juin 1940. Certains ne rentreront dans leur famille qu’à la libération, l'un d’entre eux périra sous les bombardements anglo-américains en 1944. La débâcle de 1940 s’accompagne de l’exode de nombreux réfugiés vers la zone libre. Durant l’été, le village accueille au total de 123 personnes dont 47 enfants. La moitié est en provenance du Havre, en liaison avec le repli d’activités de l'atelier de construction du Havre vers l'atelier de construction de Tarbes. Dès 1943, des réfractaires au STO rejoignent des maquis constitués dans la région. Un groupe de maquisards dirigées par Jean Cazenave, dit Le Bison, s’implante  dans la région de Lourdes, puis se déplace pour échapper à la traque de l’occupant allemand. Au début de l’année 1944, le groupe campe dans les bois du nord du département des Hautes-Pyrénées. En juin, il s’installe dans une grange agricole dissimulée dans une zone boisée de Sombrun limitrophe de Lahitte-Toupière. Un maquisard déserte le groupe et le dénonce pour des raisons vénales à Peter Blindauer responsable de la Gestapo à Tarbes. Le 15 juillet, en fin d’après-midi, une colonne allemande d’une centaine d’hommes commandés par le capitaine August Schudt attaque le campement à l’arme lourde. Surpris et peu armé, le groupe ne peut résister bien longtemps et fuit à travers bois. L’accrochage a été violent, cinq maquisards sont tués, quatre sont blessés et trois sont faits prisonniers par les Allemands qui comptent quelques blessés,. Un des prisonniers est retrouvé mort dans sa cellule, les deux autres sont abattus le 18 juillet à Moncaup par un détachement allemand commandé par le capitaine Schudt, parti à la recherche du maquis dans cette commune. Dénoncé à son tour, l'agent de liaison du maquis est arrêté et abattu à Sombrun sur tentative de fuite le 27 juillet. Le déserteur est arrêté, jugé et fusillé à la Libération.
En 1996, Sombrun rejoint la Communauté de communes du Val d'Adour dès sa création.

## Politique et administration

### Vie politique locale

Localisation de Sombrun dans le canton de Maubourguet et dans le département des Hautes-Pyrénées.

Le maire actuel, Gérard Dieuzeide, préside le conseil municipal. Le nombre d'habitants de la commune étant compris entre 100 et 499, le conseil municipal se compose de onze membres.
La commune de Sombrun est rattachée administrativement à l’arrondissement de Tarbes. Elle fait partie du canton de Maubourguet représenté par le conseiller général  Jean Guilhas  (PS), et de la deuxième circonscription des Hautes-Pyrénées représentée par la députée Jeanine Dubié (RDG).
Sombrun est membre de la communauté de communes du Val d'Adour et du Madiranais qui regroupe dix-neuf communes. Cette structure intercommunale étant elle-même membre du Pays du Val d’Adour, structure administrative chargée de l’aménagement du territoire.

### Maires de Sombrun
Vingt-quatre maires se sont succédé à la tête de la commune de Sombrun depuis l'élection du premier en 1790.
| Période   | Période  | Identité          | Étiquette | Qualité                    |
| --------- | -------- | ----------------- | --------- | -------------------------- |
| 1945      | 1967     | Joseph Poumaderes |           | Agriculteur                |
| 1967      | 1977     | Pierre Budan      |           | Journaliste et agriculteur |
| 1977      | 2001     | Henri Delmas      |           | Inspecteur Télécom         |
| 2001      | 2008     | André Mirail      |           | Retraité                   |
| mars 2008 | En cours | Gérard Dieuzeide  |           | Agriculteur                |

### Tendances et résultats politiques
L’analyse des derniers résultats électoraux de Sombrun montrent une tendance au vote à gauche des électeurs de la commune avec des victoires systématiques des candidats du Parti socialiste ou du Parti radical de gauche aux élections majeures (à l'exclusion de la situation exceptionnelle des présidentielles de 2002).

#### Élections présidentielles, résultats des deuxièmes tours
- Élection présidentielle de 2002[56] : 84,91 % pour Jacques Chirac (RPR), 15,09 % pour Jean-Marie Le Pen (FN), 84,62 % de participation.
- Élection présidentielle de 2007[57] : 53,05 % pour Ségolène Royal (PS), 46,95 % pour Nicolas Sarkozy (UMP), 88,60 % de participation.
- Élection présidentielle de 2012[58] : 54,79 % pour François Hollande (PS), 45,21 % pour Nicolas Sarkozy (UMP), 83,24 % de participation.

#### Élections législatives, résultats des deuxièmes tours
- élections législatives de 2002[59] : 61,03 % pour Jean Glavany (PS), 38,97 % pour Pierre Lagonelle (UMP), 71,57 % de participation.
- élections législatives de 2007[60] :  72,00 % pour Jean Glavany (PS), 28,00 % pour Christine  Rabaud-Carrie (UMP), 66,15 % de participation.
- élections législatives de 2012[61] : 58,04 % pour Jeanine Dubié (RDG), 41,96 % pour Jean-Pierre Artiganave (UMP), 61,08 % de participation.

#### Élections régionales, résultats des deux meilleurs scores
- Élections régionales de 2004[62] : 53,33 % pour Martin Malvy (Liste LGA), 10,00 % pour Louis Aliot (Liste LFN), 36,67 % pour Jacques Godfrain (liste LDR), 71,73 % de participation.
- Élections régionales de 2010[63] : 66,39 % pour Martin Malvy (Liste LSOC), 33,61 % pour Brigitte Barèges (Liste LMAJ), 63,35 % de participation.

#### Élections cantonales, résultats des deuxièmes tours
- Élections cantonales de 2004 : 66,75 % pour Jean Guilhas  (PS) au premier tour.
- Élections cantonales de 2011[64] : 72,16 % pour Jean Guilhas  (PS), 18,56 % pour Christian Cambours (COM), 9,28 % pour Jean-Pierre Étienne (FN), 55,32 % de participation.

#### Élections municipales
- Élections municipales de 2001 : 144 pour André Mirail, 153 voix pour Marc Bounneau-Lavedan, 154 voix pour Gérard Dieuzeide, 132 voix pour Hélène Dours, 137 voix pour René Dutaut, 145 voix pour Roland Escoula, 116 voix Éric Fourcade, 140 voix pour Jean-Luc Lacaze, 134 voix pour Serge Larrieu, 149 voix pour Thierry Lasserre, 148 voix pour Raymond Lestrade.
- Élections municipales de 2008 : 135 voix pour Lilian Vignolo, 132 voix pour Thierry Filbet, 132 voix pour Sophie Tisné, 131 voix pour Gérard Gressien, 129 voix pour Gérard Dieuzeide, 129 voix pour Bernadette Escoula, 129 voix pour Jean-Luc Lacaze, 128 voix pour Thierry Lasserre, 117 voix pour Brigitte Tapia, 116 voix pour Danielle Mathieu, 115 voix pour Catherine Augoyard[65].

### Comptes de la commune
En 2011, la commune disposait d’un budget de 132 000 € dont 115 000 € de fonctionnement et 17 000 € d’investissement, financés à 36,45 % par les impôts locaux avec des taux d’imposition fixés à 14,46 % pour la taxe d'habitation et 8,95 % et 44,84 % pour la taxe foncière sur le bâti et le non-bâti. Cette même année, la dette cumulée de la commune s’élevait à 20 000 €.
L’Insee attribue à la commune le code 65 3 14 429. La commune de Sombrun est enregistrée au répertoire des entreprises sous le code SIREN 216 504 290. Son activité est enregistrée sous le code APE 8411Z.

### Services publics
La commune de Sombrun ne dispose pas de services publics sur son territoire. Le bureau de poste le plus proche se trouve à Maubourguet. La sécurité de la commune est assurée par la brigade de gendarmerie nationale de Maubourguet. De même, le centre de secours le plus proche est aussi celui de Maubourguet.
Sombrun relève du tribunal d'instance et du tribunal de grande instance de Tarbes, de la Cour d'appel de Pau, du tribunal pour enfants de Tarbes, du conseil de prud'hommes de Tarbes, du tribunal de commerce de Tarbes, du tribunal administratif de Pau et de la cour administrative d'appel de Bordeaux.

### Jumelages
Au 1er décembre 2012, Sombrun n'est jumelée avec aucune commune.

## Population et société

### Démographie
Les habitants de la commune sont appelés les Sombrunois.

#### Évolution démographique
L'évolution du nombre d'habitants est connue à travers les recensements de la population effectués dans la commune depuis 1793. Pour les communes de moins de 10 000 habitants, une enquête de recensement portant sur toute la population est réalisée tous les cinq ans, les populations de référence des années intermédiaires étant quant à elles estimées par interpolation ou extrapolation. Pour la commune, le premier recensement exhaustif entrant dans le cadre du nouveau dispositif a été réalisé en 2007.

En 2022, la commune comptait 198 habitants, en évolution de −4,35 % par rapport à 2016 (Hautes-Pyrénées : +1,59 %, France hors Mayotte : +2,11 %).
| 1793 | 1800 | 1806 | 1821 | 1831 | 1836 | 1841 | 1846 | 1851 |
| ---- | ---- | ---- | ---- | ---- | ---- | ---- | ---- | ---- |
| 466  | 482  | 512  | 543  | 506  | 529  | 511  | 524  | 532  |

| 1856 | 1861 | 1866 | 1876 | 1881 | 1886 | 1891 | 1896 | 1901 |
| ---- | ---- | ---- | ---- | ---- | ---- | ---- | ---- | ---- |
| 552  | 522  | 509  | 464  | 460  | 446  | 436  | 388  | 402  |

| 1906 | 1911 | 1921 | 1926 | 1931 | 1936 | 1946 | 1954 | 1962 |
| ---- | ---- | ---- | ---- | ---- | ---- | ---- | ---- | ---- |
| 386  | 371  | 350  | 342  | 324  | 292  | 234  | 243  | 258  |

| 1968 | 1975 | 1982 | 1990 | 1999 | 2006 | 2007 | 2012 | 2017 |
| ---- | ---- | ---- | ---- | ---- | ---- | ---- | ---- | ---- |
| 240  | 241  | 232  | 229  | 237  | 216  | 213  | 213  | 207  |

| 2022 | - | - | - | - | - | - | - | - |
| ---- | - | - | - | - | - | - | - | - |
| 198  | - | - | - | - | - | - | - | - |

#### Pyramide des âges
La population de la commune est relativement âgée.
En 2018, le taux de personnes d'un âge inférieur à 30 ans s'élève à 20,8 %, soit en dessous de la moyenne départementale (29,0 %). À l'inverse, le taux de personnes d'âge supérieur à 60 ans est de 40,6 % la même année, alors qu'il est de 34,2 % au niveau départemental.
En 2018, la commune comptait 107 hommes pour 101 femmes, soit un taux de 51,44 % d'hommes, largement supérieur au taux départemental (48,09 %).
Les pyramides des âges de la commune et du département s'établissent comme suit.
| Hommes | Classe d’âge | Femmes |
| ------ | ------------ | ------ |
| 0,9    | 90 ou +      | 1,0    |
| 17,9   | 75-89 ans    | 12,9   |
| 21,7   | 60-74 ans    | 26,7   |
| 20,8   | 45-59 ans    | 25,7   |
| 16,0   | 30-44 ans    | 14,9   |
| 9,4    | 15-29 ans    | 6,9    |
| 13,2   | 0-14 ans     | 11,9   |

| Hommes | Classe d’âge | Femmes |
| ------ | ------------ | ------ |
| 1,1    | 90 ou +      | 3      |
| 9,8    | 75-89 ans    | 13,1   |
| 21     | 60-74 ans    | 21,5   |
| 20,7   | 45-59 ans    | 20,6   |
| 16     | 30-44 ans    | 15,4   |
| 16,1   | 15-29 ans    | 13,1   |
| 15,2   | 0-14 ans     | 13,3   |

### Enseignement

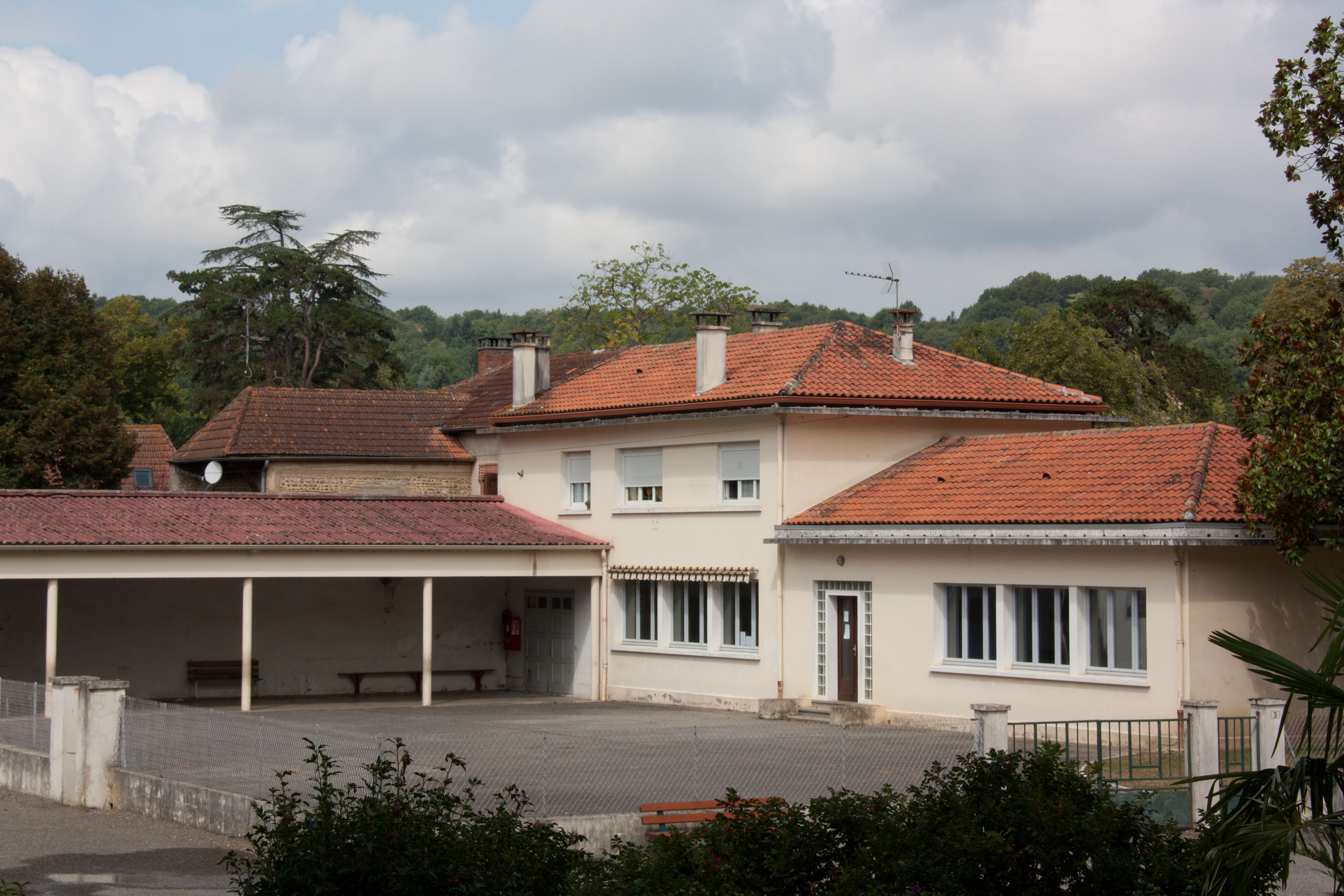
L'école municipale de Sombrun.

La commune de Sombrun fait partie du syndicat intercommunal à vocation scolaire (SIVOS) « VILASOM » qui regroupe les écoles de trois communes : Vidouze, Lahitte-Toupière et Sombrun. Elle dispose d'une école primaire accueillant les élèves des trois communes.
Les collégiens de Sombrun ont accès au collège Jean-Jaurès de Maubourguet et les lycéens au lycée Pierre-Mendès-France de Vic-en-Bigorre.

### Manifestations culturelles et festivités

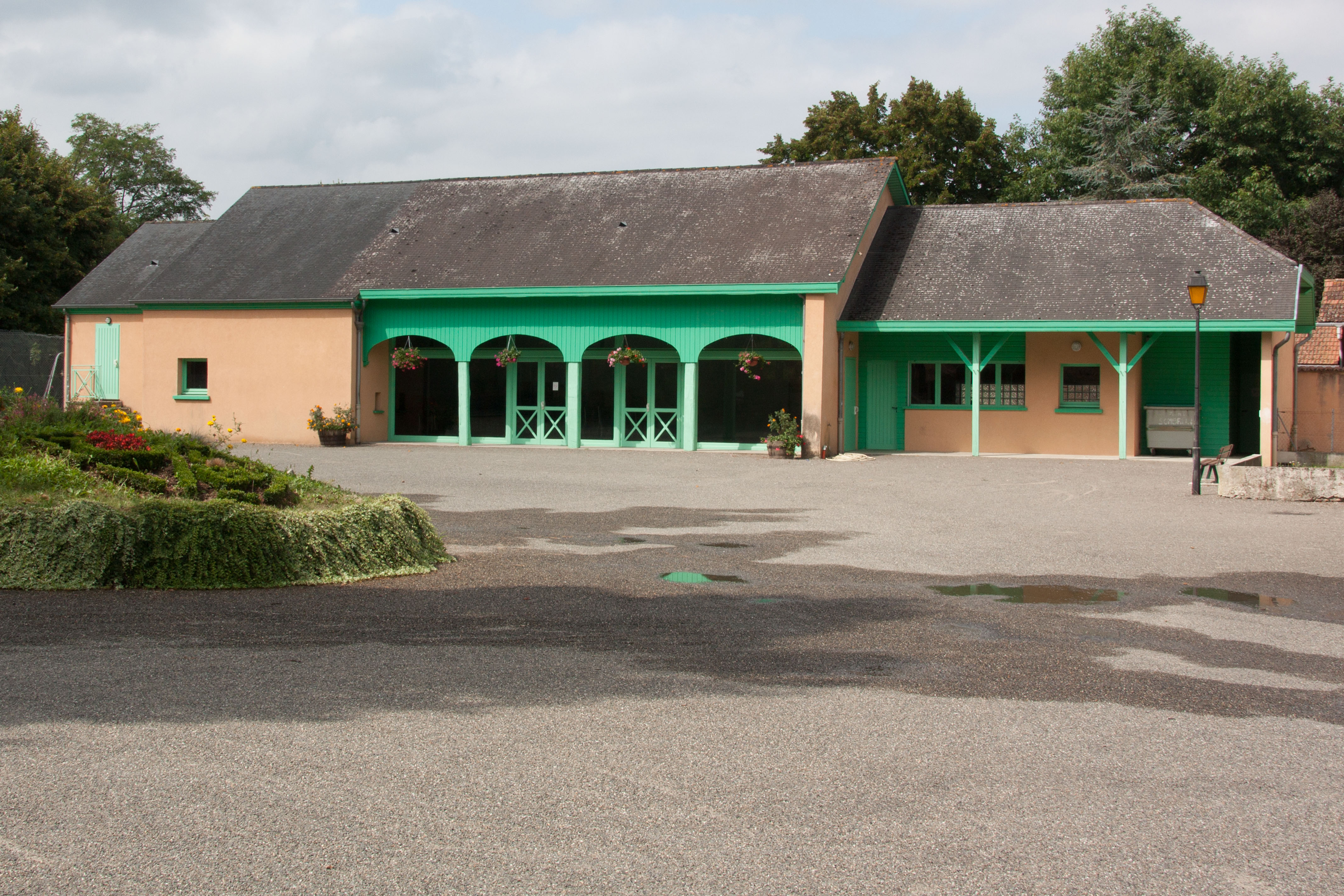
Le foyer rural de Sombrun.

Sombrun dispose d'un foyer rural permettant l'organisation d'activités culturelles ou associatives.
La fête locale du village se déroule traditionnellement durant le dernier week-end du mois d'août. En automne, l'animation phare de Sombrun est la fête du cheval, organisée par l'association « Cheval mon ami ». Elle rassemble les passionnés de chevaux et de la nature.
L’association les Rénégats créée à Sombrun en 1987 regroupe les passionnés de danse country, de danse irlandaise et de danse en ligne. Son programme annuel de cours, d’animations et de démonstrations inclut une manifestation dans le foyer rural de Sombrun sous la forme de bal, au mois de mars.

### Santé
Aucun établissement de santé n’est implanté à Sombrun. Les médecins, les chirurgiens-dentistes ainsi que les pharmacies les plus proches se situent à Maubourguet et à Castelnau-Rivière-Basse. L'hôpital départemental est le groupe hospitalier de Tarbes - Lourdes - Vic en Bigorre.

### Sports
En dehors d'un court de tennis, Sombrun ne dispose pas d'infrastructure sportive.

### Médias
Les quotidiens régionaux La Dépêche du Midi et La Nouvelle République des Pyrénées et l'hebdomadaire régional La semaine des Pyrénées, relatent les informations locales. La commune est en outre dans le bassin d’émission des chaînes de télévision France 3 Midi-Pyrénées.
L'information institutionnelle est assurée par plusieurs publications périodiques : le bulletin municipal d’information diffusé par la commune de Sombrun ; Pays Info, le bulletin d’informations de la Communauté de communes du Val d'Adour ; Hautes-Pyrénées 65, le journal du Conseil général des Hautes-Pyrénées et Midi-Pyrénées Info, le journal du Conseil régional de Midi-Pyrénées.

### Cultes
La commune de Sombrun fait partie de l'ensemble paroissial catholique de Maubourguet au sein du diocèse de Tarbes et Lourdes. Elle dispose de l'église Sainte-Marie.

### Chasse

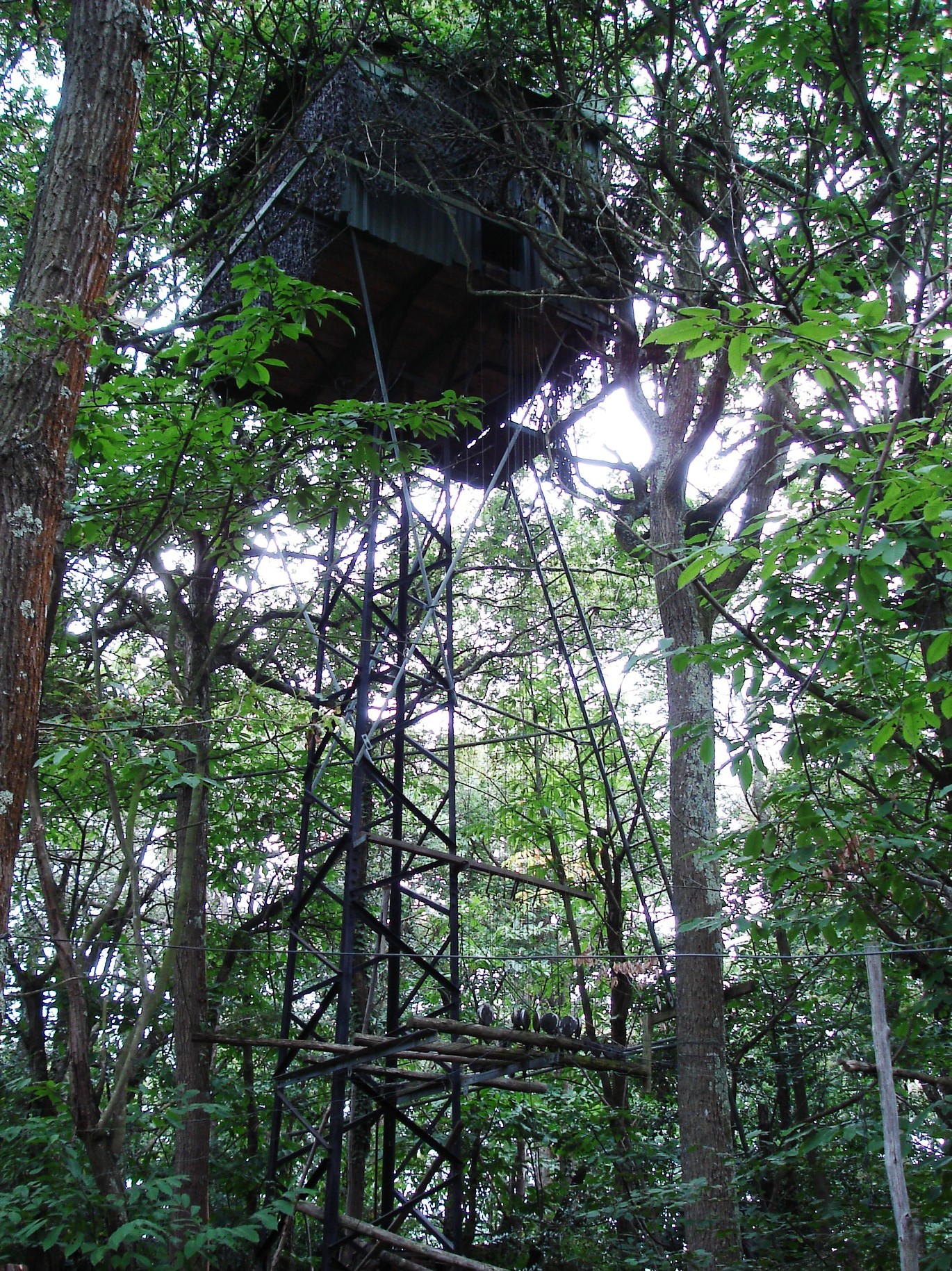
Palombière à Sombrun.

La chasse, loisir rural par excellence, est pratiquée à Sombrun par les membres l’association de chasse des communes de Maubourguet, Sombrun et Villefranque, dénommée Saint-Hubert Club de l'Adour. Le petit gibier sédentaire de plaine a pratiquement disparu avec la modification des milieux liée à l'évolution des cultures, aussi l’association a recours à des lâchés de gibier. Les oiseaux migrateurs sont l’objet d’une chasse aux techniques plus élaborées en particulier la bécasse et la palombe. Cette dernière, oiseau emblématique du Sud-ouest est chassée en palombières. Plusieurs palombières sont construites dans les arbres des bois de Sombrun.
La pratique de la chasse obéit aux réglementations mise en vigueur par la Fédération départementale des chasseurs des Hautes-Pyrénées qui a mis en place le schéma départemental de gestion cynégétique des Hautes-Pyrénées.

## Économie

### Emplois, revenus et niveau de vie
En 2018, le nombre de ménages fiscaux était de 88 et le revenu disponible médian par ménage était de 19 270 € dans la commune contre une moyenne de 23 160 € au niveau départemental.
En 2017, la population âgée de 15 à 64 ans s'élevait à 115 personnes, parmi lesquelles on comptait 74,8 % d'actifs dont 64,3 % ayant un emploi et 10,4 % de chômeurs.
|                           | 2007 | 2007   | 2017 | 2017    |
| Nb.                       | %    | Nb.    | %    |         |
| Population active         | 78   | 62,9 % | 86   | 74,8 %  |
| Actifs ayant un emploi    | 71   | 57,3 % | 74   | 64,3 %  |
| Chômeurs                  | 7    | 5,6 %  | 12   | 10,4 %  |
| Population inactive       | 46   | 37,1 % | 29   | 25,20 % |
| Élèves, étudiants         | 10   | 8,1 %  | 10   | 8,7 %   |
| Retraités ou préretraités | 18   | 14,5 % | 8    | 7,0 %   |
| Autres inactifs           | 18   | 14,5 % | 11   | 9,6 %   |
| Total                     | 124  | 100%   | 115  | 100%    |

On comptait 19 emplois dans la zone d'emploi en 2017, contre 27 en 2007. Le nombre d'actifs ayant un emploi résidant dans la zone d'emploi étant de 77, l'indicateur de concentration d'emploi est de 24,7 %, ce qui signifie que la zone d'emploi offre moins d'un emploi pour quatre habitants actifs. Ainsi, 81,8 % des actifs de 15 ans ou plus ayant un emploi et résidant à Sombrun travaillent dans une commune extérieure.

### Secteurs d'activité
Au 31 décembre 2018, Sombrun comptait 12 établissements : 
4 dans la construction ; 
2 dans le commerce de gros et de détail, les transports, l'hébergement et la restauration ;
1 dans l'information et la communication ; 
1 dans les activités immobilières ; 
1 dans les activités spécialisées, scientifiques et techniques et activités de services administratifs et de soutien ;
2 dans l'administration publique, l'enseignement, la santé humaine et l'action sociale ; et
1 dans les autres activités de services.
En 2019, une seule entreprise a été créée à Sombrun, son secteur d'activité était l'administration publique, l'enseignement, la santé humaine et l'action sociale. Cette entreprise a été créée par un autoentrepreneur.

### Agriculture et élevage
Sombrun est une commune rurale de tradition agricole.
Les mutations profondes de l’agriculture locale sont liées à trois phénomènes successifs. Tout d’abord le phylloxéra met à mal la vigne dans la deuxième moitié du XIXe siècle. Le vin représentait la principale source de revenus des cultivateurs sombrunois. Les plantations de vignes s’étendaient sur 180 ha, elles sont réduites de nos jours à 1 ha. Les métiers de la viticulture, si présents dans les siècles passés, sont donc sur le point de disparaitre. Le deuxième facteur de changement est la mécanisation agricole avec l’adoption des tracteurs au lendemain de la Seconde Guerre mondiale qui a eu raison de la traction animale et d’une partie de l’élevage. La troisième étape, connue sous le nom de révolution verte dans les années 1960 et 1970, favorisée par l’irrigation par aspersion dans le bassin de l'Adour, 
débouche sur la monoculture du maïs.
Un remembrement de 367 ha de terres agricoles de la commune a été réalisé en 2005 à la suite du tracé de la déviation de la RD935. Une ASA d’irrigation est venu compléter le dispositif de mise en valeur de ces terres grâce à l’installation de stations de pompage électriques alimentant des rampes et des pivots d’arrosage.
La commune est située dans la petite région agricole dénommée le « Haute Vallée de l'Adour ». En 2010, l'orientation technico-économique de l'agriculture sur la commune est la culture de céréales et d'oléoprotéagineux (COP).
Le tableau ci-dessous présente les principales caractéristiques des exploitations agricoles de Sombrun, observées sur une période de 22 ans : 
|                                         | 1988                 | 2000                 | 2010                 |
| Dimension économique                    | Dimension économique | Dimension économique | Dimension économique |
| --------------------------------------- | -------------------- | -------------------- | -------------------- |
| Nombre d’exploitations (u)              | 20                   | 17                   | 11                   |
| Travail (UTA)                           | 26                   | 14                   | 12                   |
| Surface agricole utilisée (ha)          | 642                  | 837                  | 746                  |
| Cultures                                |                      |                      |                      |
| Superficies en terres labourables (ha)  | 629                  | 809                  | 693                  |
| Superficie en cultures permanentes (ha) | 8                    | 9                    | 2                    |
| Superficie toujours en herbe (ha)       | 3                    | 18                   | 49                   |
| Céréales (ha)                           | 504                  | 624                  | s                    |
| dont blé tendre (ha)                    | 44                   | 13                   | s                    |
| dont maïs-grain et maïs-semence (ha)    | 441                  | 606                  | 558                  |
| Tournesol (ha)                          | 0                    |                      | s                    |
| Colza et navette (ha)                   | s                    |                      |                      |
| Élevage                                 |                      |                      |                      |
| Cheptel (UGBTA)                         | 57                   | 82                   | 70                   |

## Culture locale et patrimoine

### Dialecte
À l’instar des populations régionales, les Sombrunois se sont exprimés en gascon dans leur vie courante jusqu'au milieu du XXe siècle. Dans la nébuleuse des langues occitanes et la variété même des gascons, le dialecte de la Rivière-Basse appartient au gascon oriental appelé aussi parlar clar. Achille Luchaire voit dans le patois de la Rivière-Basse une transition entre les dialectes de l’Armagnac et de la Bigorre, en cohérence avec le contexte historico-géographique de ce pays.

### Patrimoine environnemental
La motte castrale. La  position géographique de la colline du Maillo à l’entrée nord-est du village, dominant la vallée de l’Adour et celle de la Sède, lui confère un intérêt stratégique de contrôle et de défense. Les archéologues considèrent qu’elle fut un oppidum protohistorique dont la construction peut remonter à la fin de l’Âge du bronze (800 ans av. J.-C.). Au Moyen Âge, elle fut réaménagée avec une motte castrale et une contre-motte, parfaitement reconnaissables de nos jours.

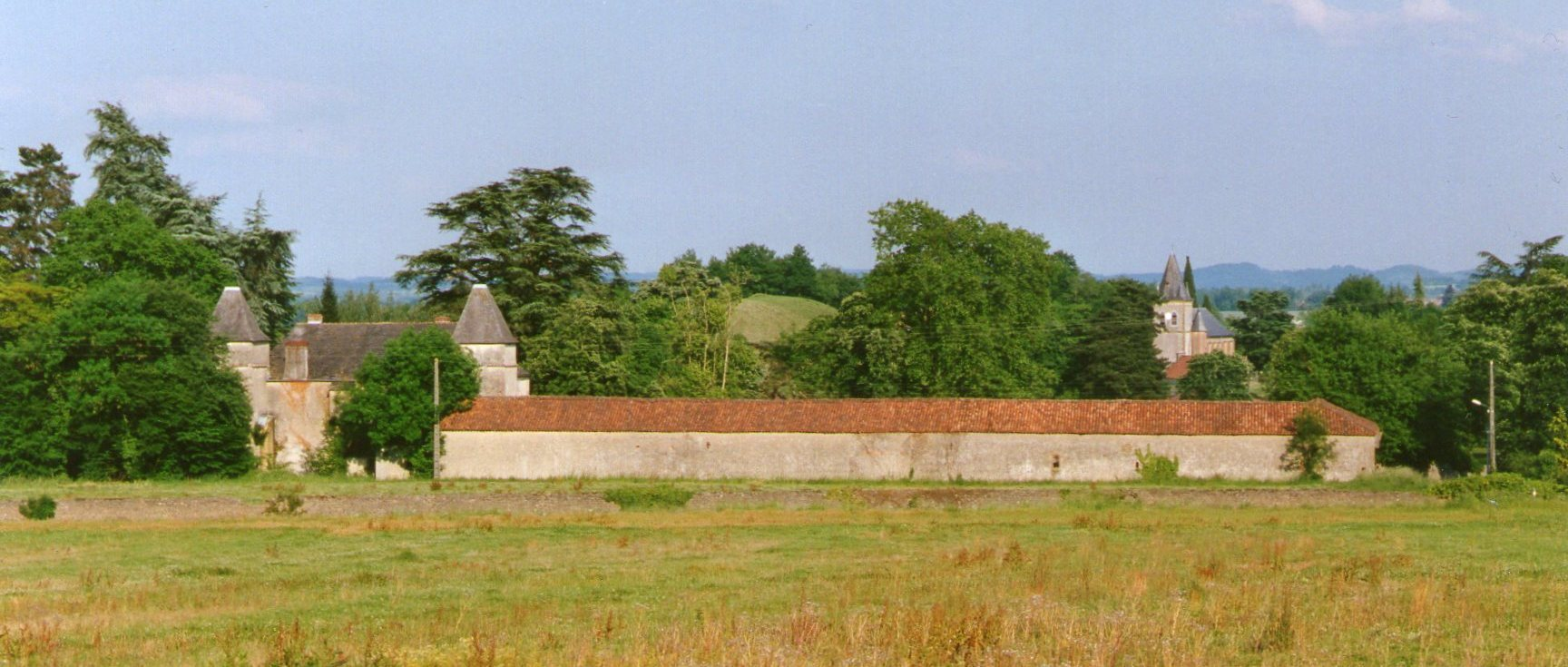
Vue panoramique du château, de la motte castrale et de l'église.

### Patrimoine architectural

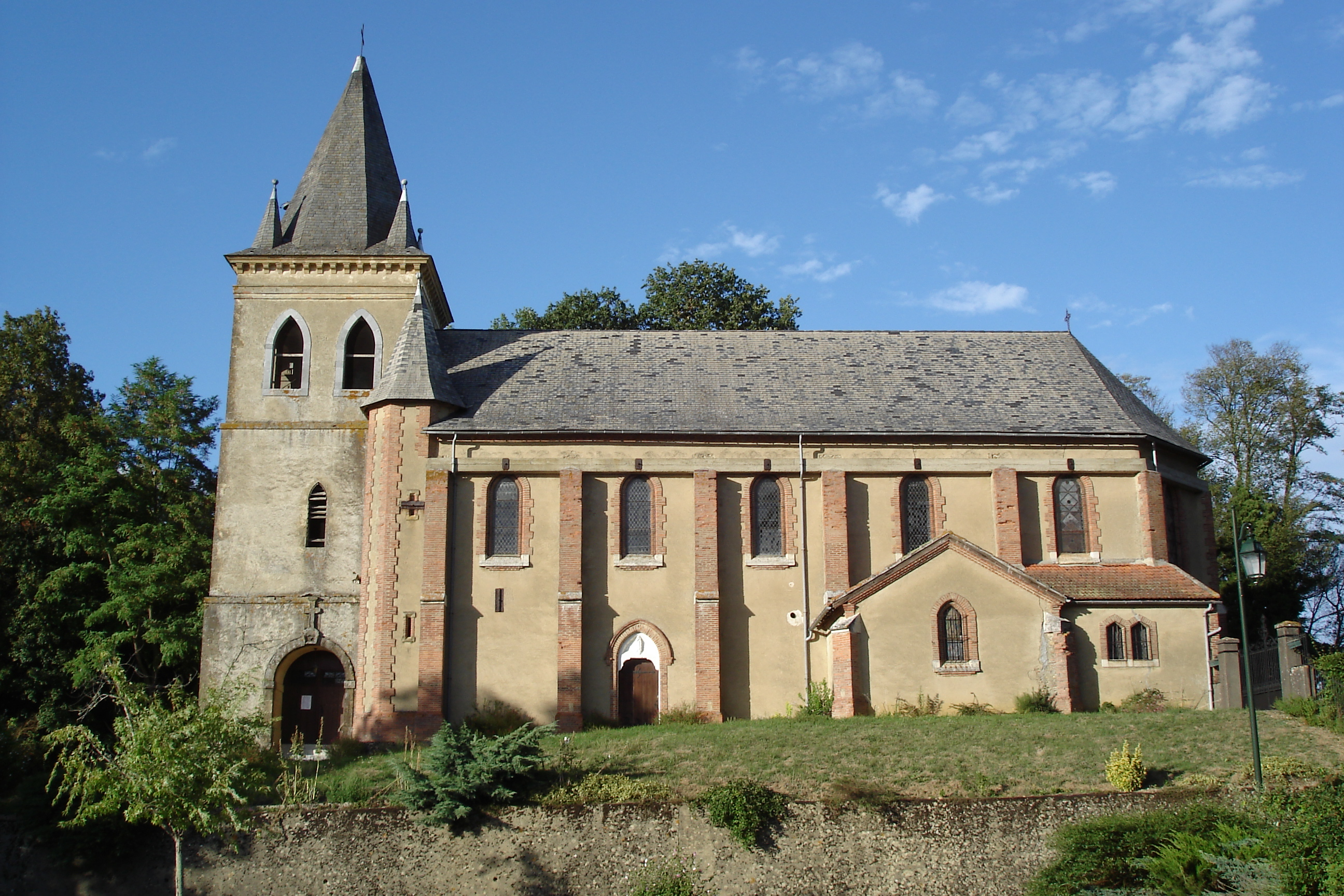
L'église de Sombrun.

- Le château de Sombrun appartenait à la famille de Monet aux XVIIe et XVIIIe siècles. Son architecture fut profondément modifiée lors de sa restauration par la famille Lasserre au XIXe siècle[36].
- L'église Notre-Dame-de-l'Assomption de Sombrun est édifiée sur la colline du Maillo. Plusieurs bâtiments se succédèrent au cours des siècles, la dernière reconstruction du clocher date de 1842, celle de l’église dédiée à Sainte Marie s’acheva en 1867.
- Quatre fontaines, construites au cours des années 1860, sont encore en service dans le village. Trois de ces fontaines (rue du Maquis, route de Moncaup et rue du château) ont été construites en 1864 à la demande des habitants du village à la suite de l'incendie du 27 août 1863. La fontaine de la rue du Maquis et celle de la route de Moncaup sont bâties sur une base carrée de 1,20 m et sont hautes de 1,50 m. La fontaine de la rue du château est plus imposante ; elle est bâtie sur une base carrée de 1,50 m et sa hauteur est de 2,50 m. Sa façade sud est surmontée d'un fronton en pierre de taille. La quatrième fontaine, moins élevée que les précédentes, est située en périphérie du village sur la route de Lahitte. Aux quatre fontaines, sont adjoints des bassins assurant, à l'époque, la fonction d’abreuvoir pour le bétail.

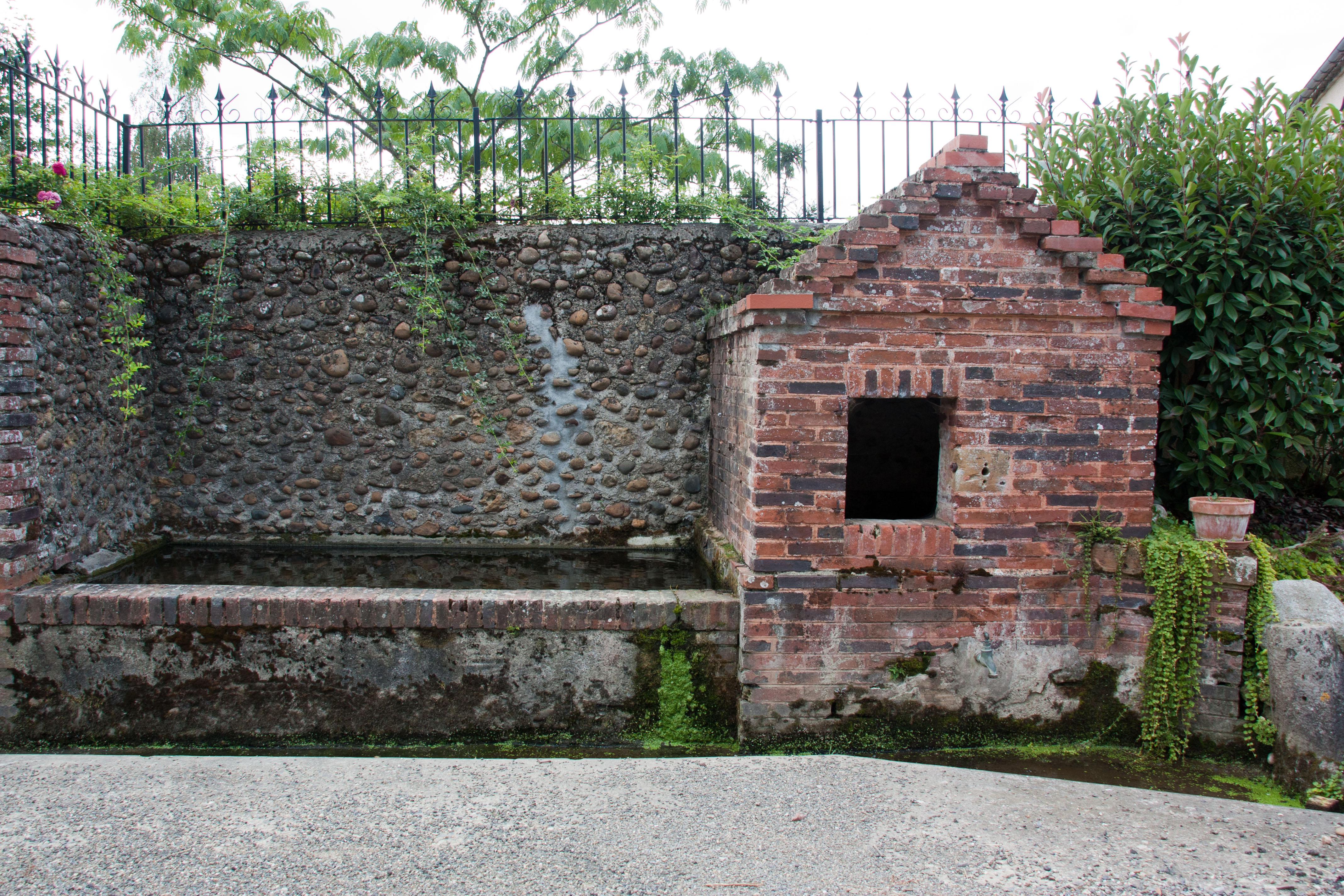
La fontaine de la rue du Maquis.
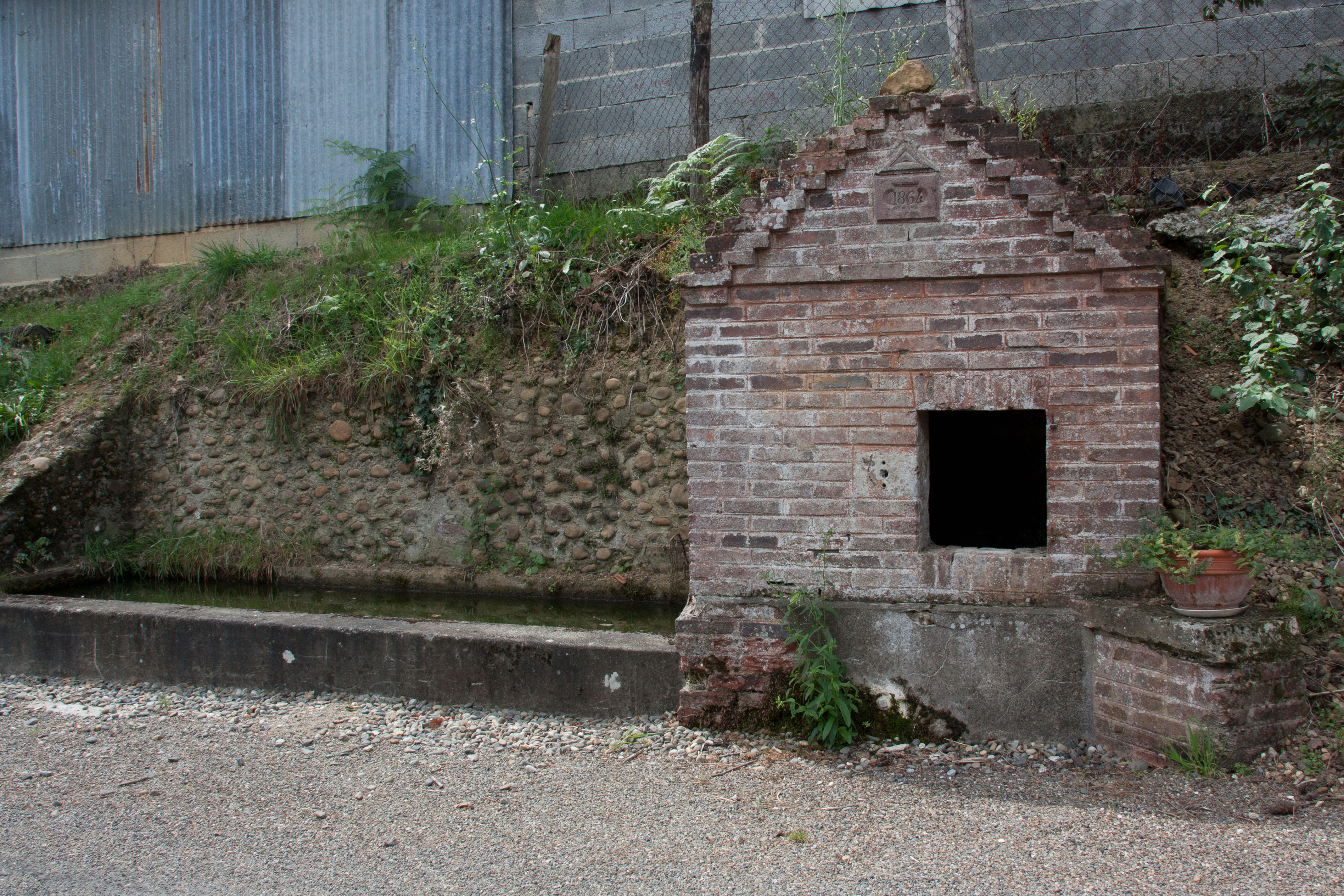
La fontaine de la route de Moncaup.
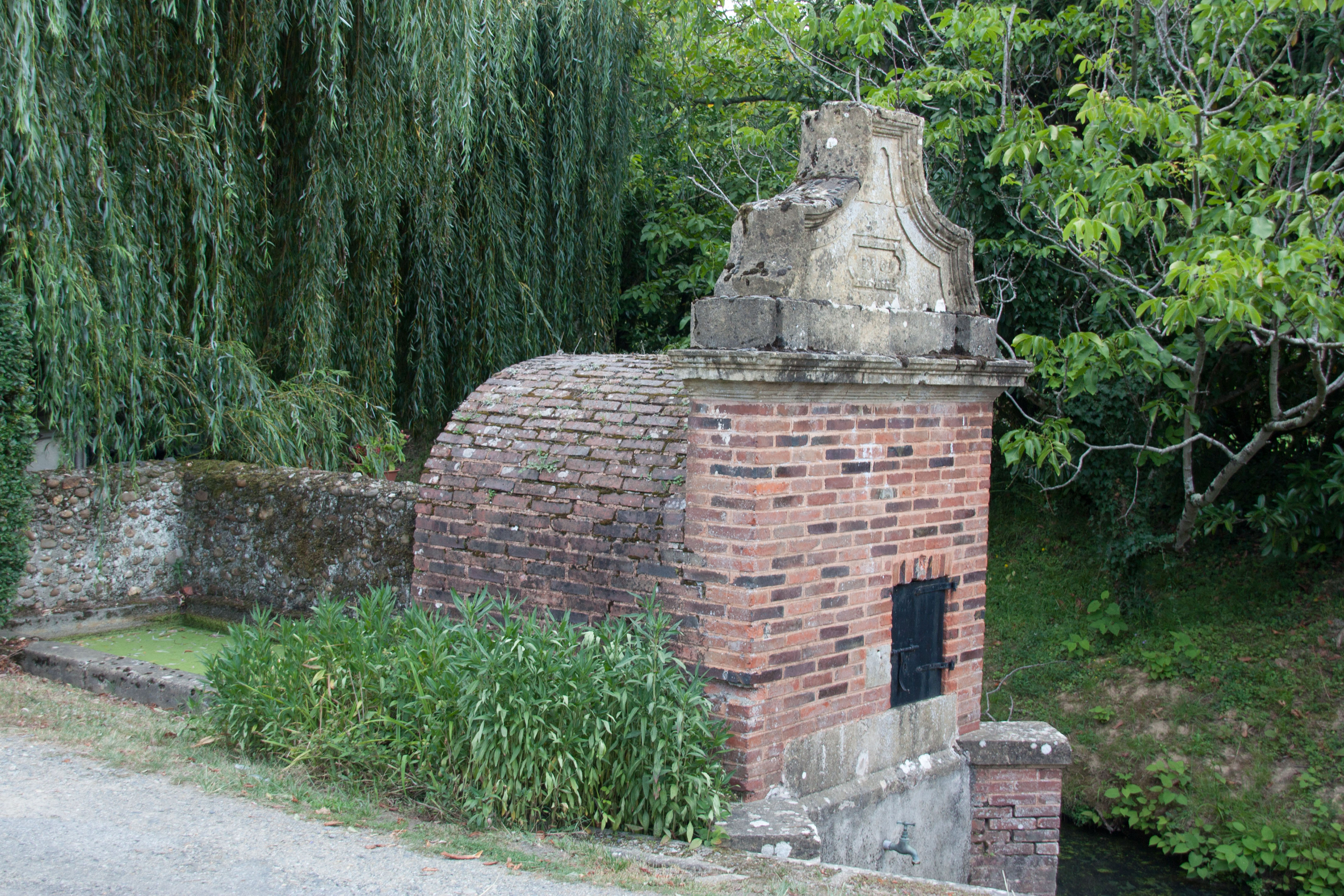
La fontaine de la rue du château.
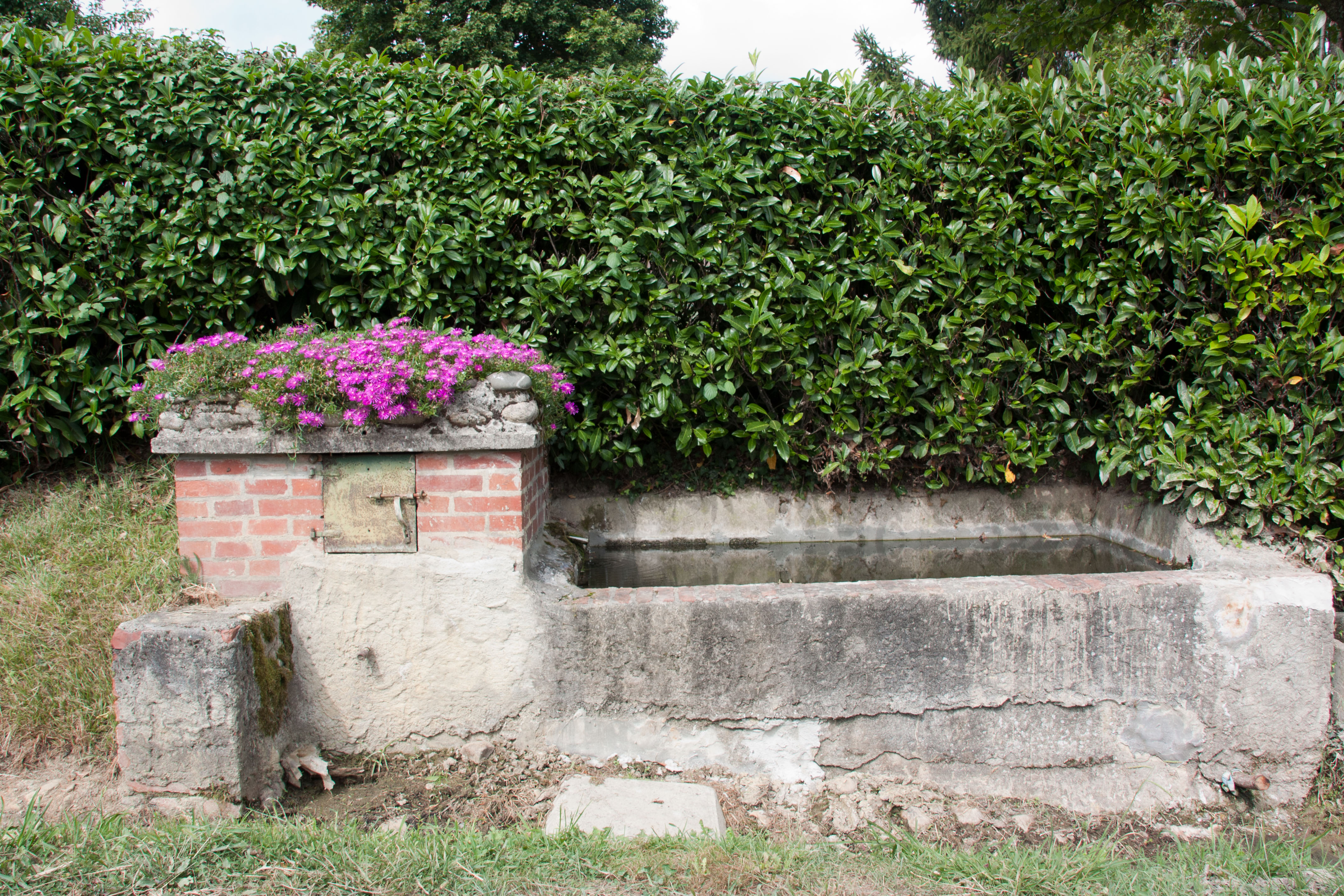
La fontaine de la route de Lahitte.

- Le kiosque à musique, datant de 1885, est construit au-dessus du ruisseau de la Sède.
- Une grange agricole dissimulée dans les bois, aux confins des communes de Sombrun et de Lahitte-Toupière, abritait un maquis de réfractaires au STO. Dénoncés par un des leurs, ils subirent l'attaque d’un détachement allemand le 15 juillet 1944. Les noms des victimes sont gravés dans la pierre du monument aux morts de Sombrun et sur deux stèles commémoratives. La grange connue sous le nom de Cabane du Maquis a été restaurée en 2002 par la communauté de communes du Val d'Adour.

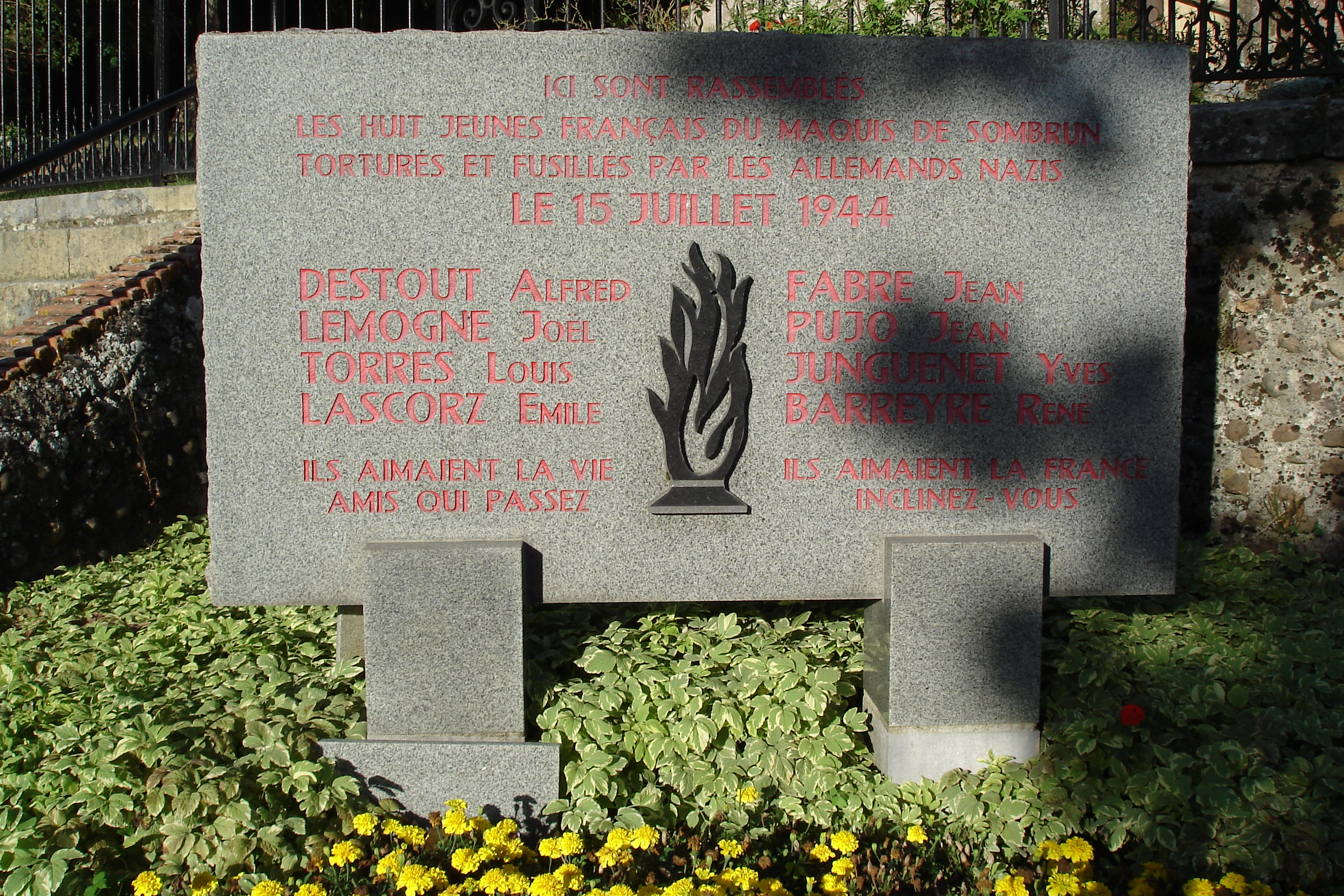
Stèle souvenir des huit jeunes du Maquis de Sombrun.
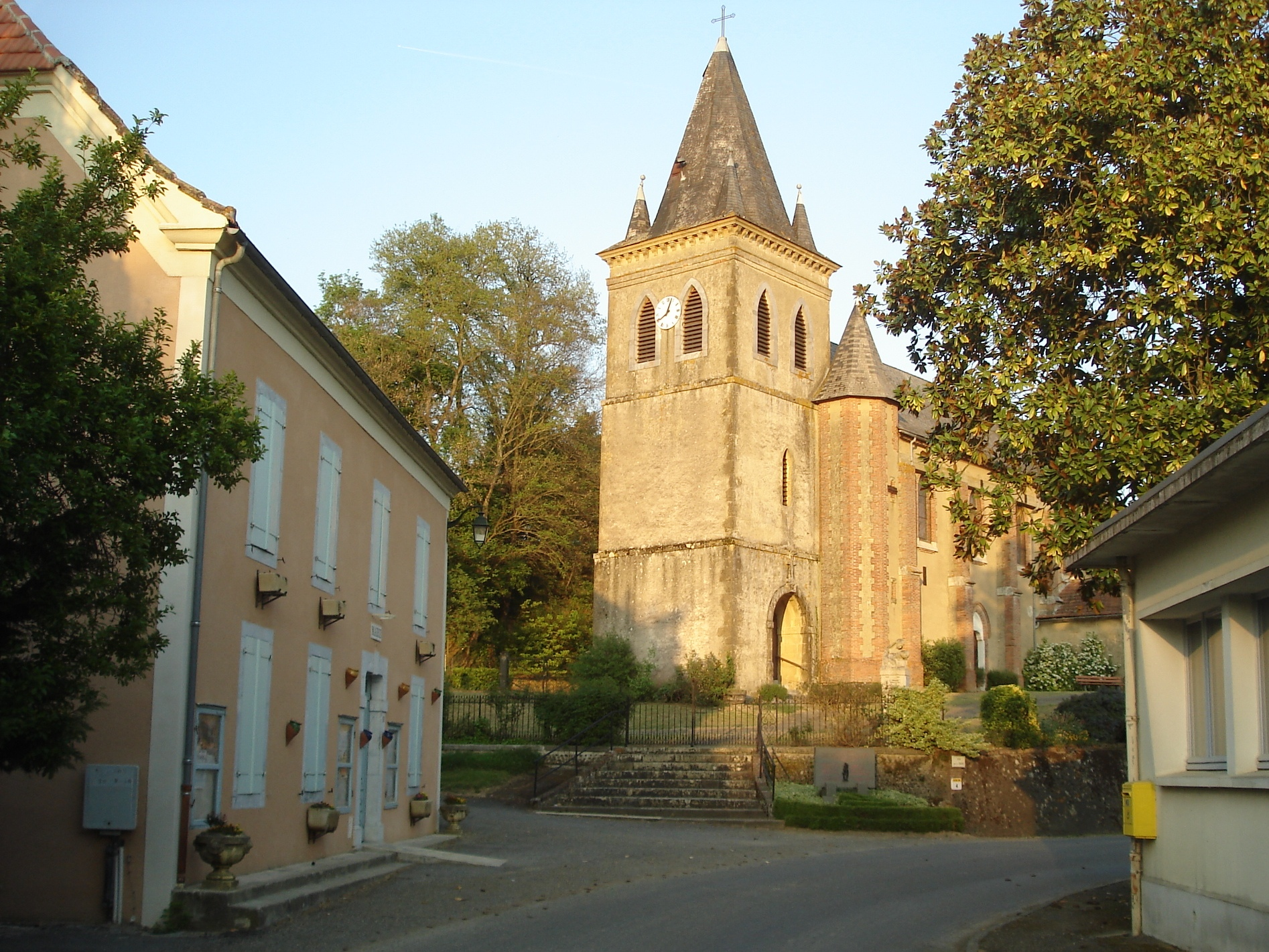
Vue de l'église et de la mairie de Sombrun.
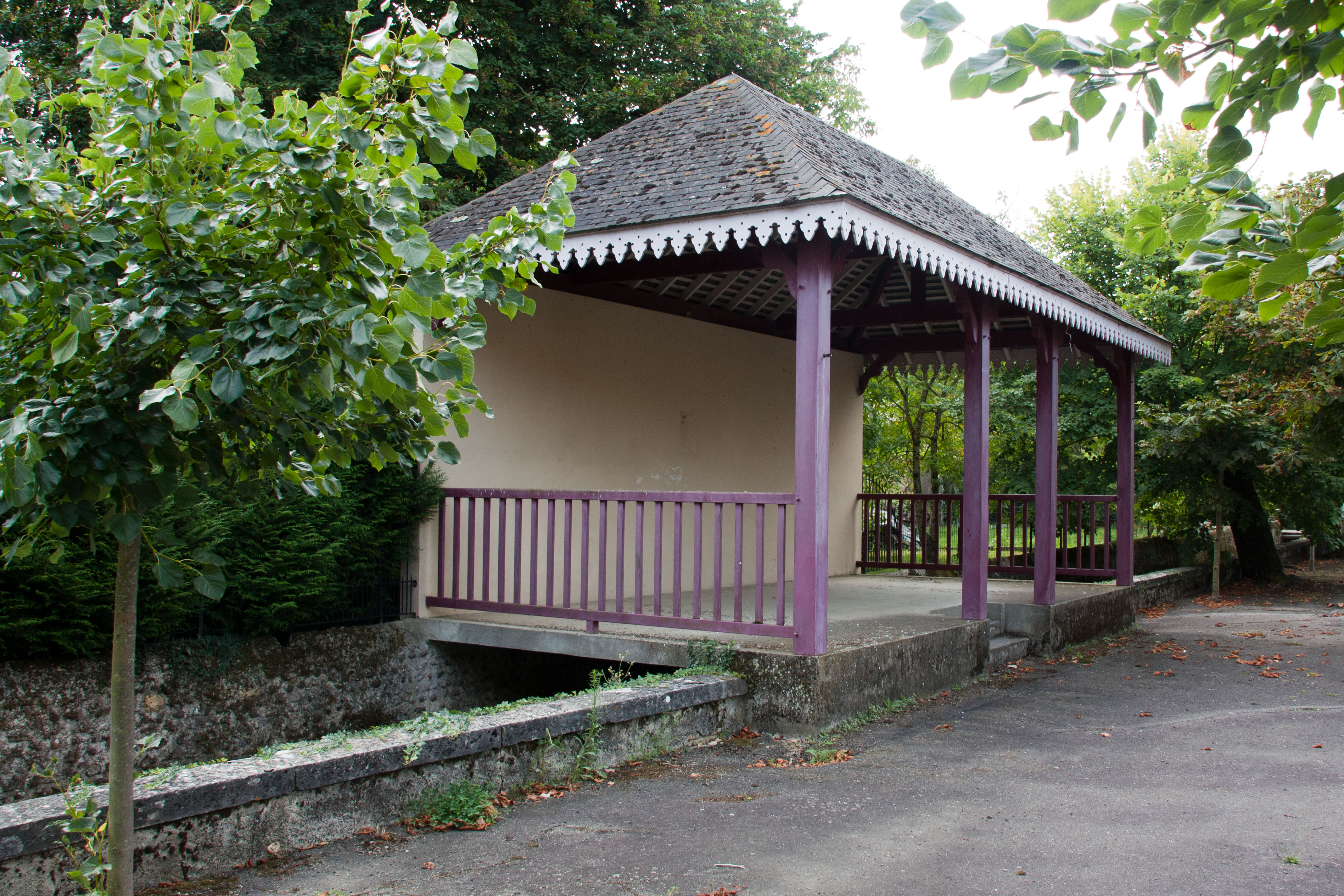
Le kiosque à musique au-dessus de la Sède.
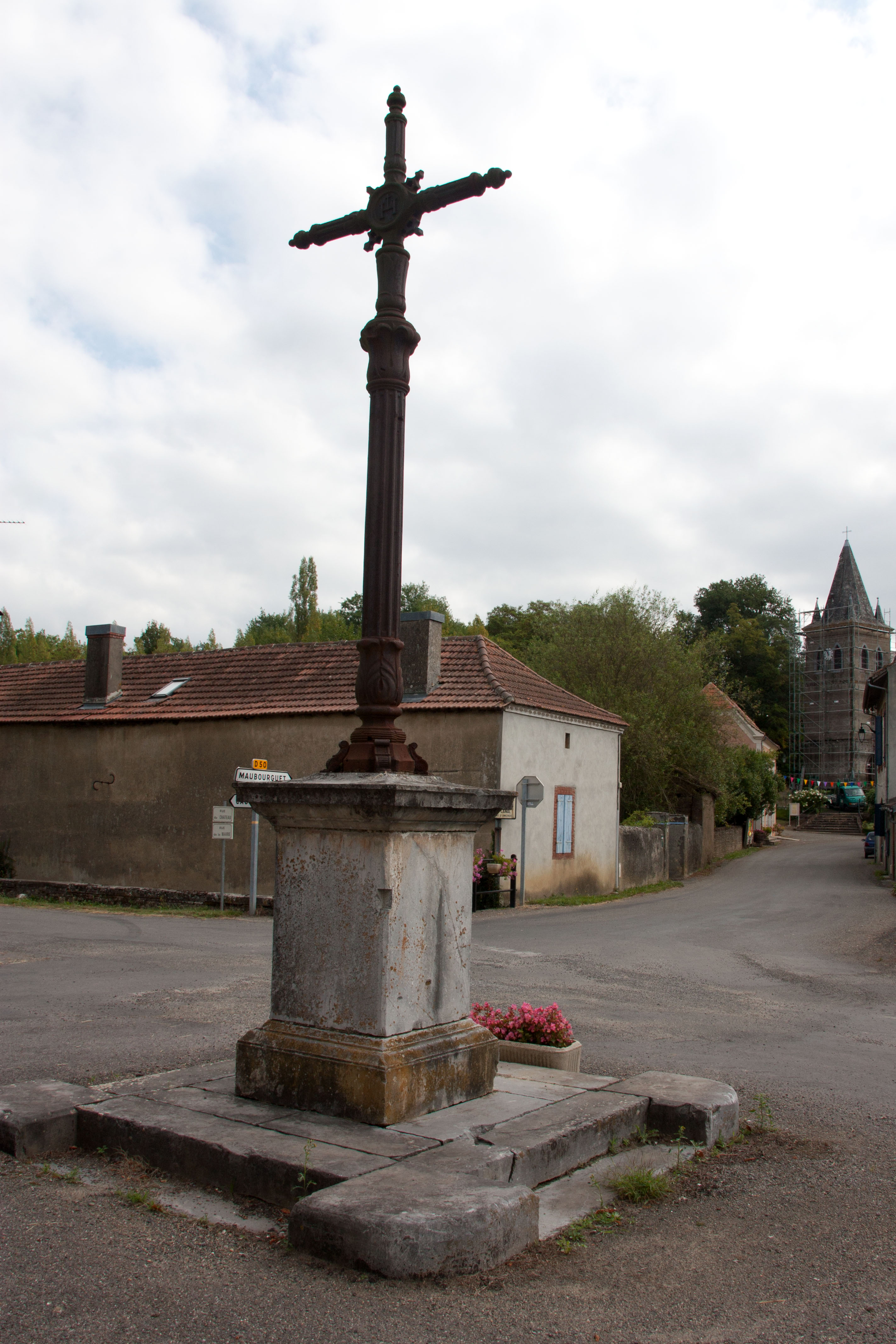
La croix du centre.

### Personnalités liées à la commune
- Pascal Abadie (1855-1932), félibre, y fut instituteur de 1908 à 1923.

### Héraldique
| Blason de Sombrun | Sombrun pour sa communication (plan de la ville, bulletin municipal) utilise un blason se lisant : d'argent à la grappe de raisin de pourpre pamprée de deux feuilles de sinople, au chef cousu d'or chargé d'un broc de sable. |